# Thomas Jefferson

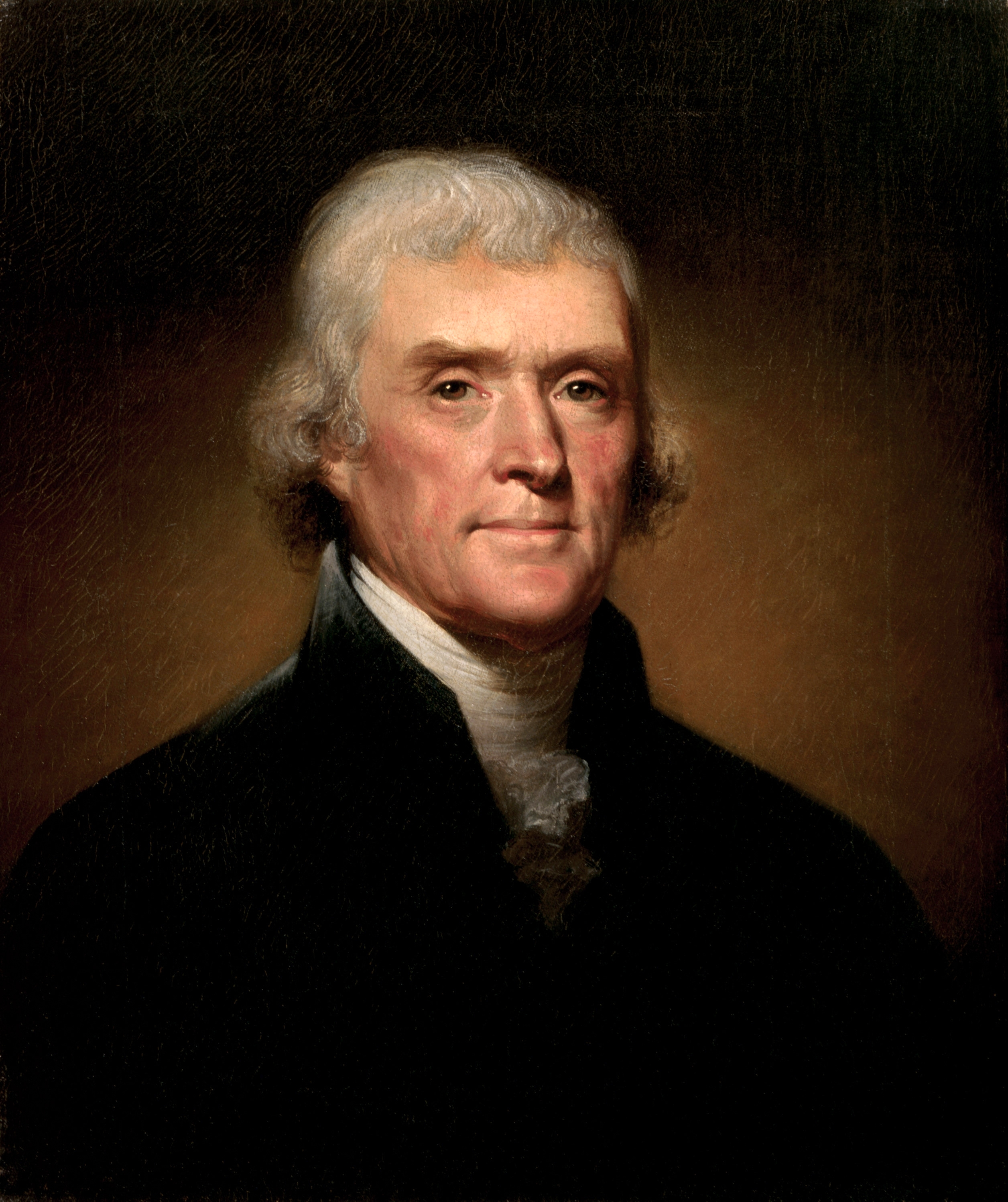
Thomas Jefferson (Rembrandt Peale, 1800)

Thomas Jefferson (* 2. Apriljul. / 13. April 1743greg. in Shadwell bei Charlottesville, Colony of Virginia; † 4. Juli 1826 auf Monticello bei Charlottesville, Virginia) war einer der Gründerväter der Vereinigten Staaten, von 1801 bis 1809 der dritte amerikanische Präsident und der hauptsächliche Verfasser der Unabhängigkeitserklärung sowie einer der einflussreichsten Staatstheoretiker der Vereinigten Staaten. Von 1797 bis 1801 war er außerdem der zweite amerikanische Vizepräsident.
Jefferson war einer der Gründer der Demokratisch-Republikanischen Partei der Vereinigten Staaten. In seine Zeit als Präsident fielen der Kauf von Louisiana, die Lewis-und-Clark-Expedition und ein fehlgeschlagenes Handelsembargo gegen Großbritannien und Frankreich.
Er gilt als „Vater der Universität von Virginia“, und seine Privatbibliothek war der Grundstock für den Wiederaufbau der Library of Congress nach dem Krieg von 1812. Sein Denken und Handeln war von den Prinzipien der Aufklärung bestimmt. Er setzte sich für eine Trennung von Religion und Staat, für eine große Freiheit des Einzelnen und für eine starke föderale Struktur der Vereinigten Staaten ein. Zur Sklaverei hatte Jefferson ein zwiespältiges Verhältnis: Als Pflanzer besaß er selbst Sklaven, äußerte sich aber mehrfach gegen die Institution. Auch seine Ansichten bezüglich der Indianer waren zwiespältig.
Darüber hinaus trat Jefferson als Architekt hervor. Bekannte Bauten sind sein Wohnsitz Monticello und die Universität von Virginia, die beide seit 1987 zum UNESCO-Welterbe gehören.

## Werdegang

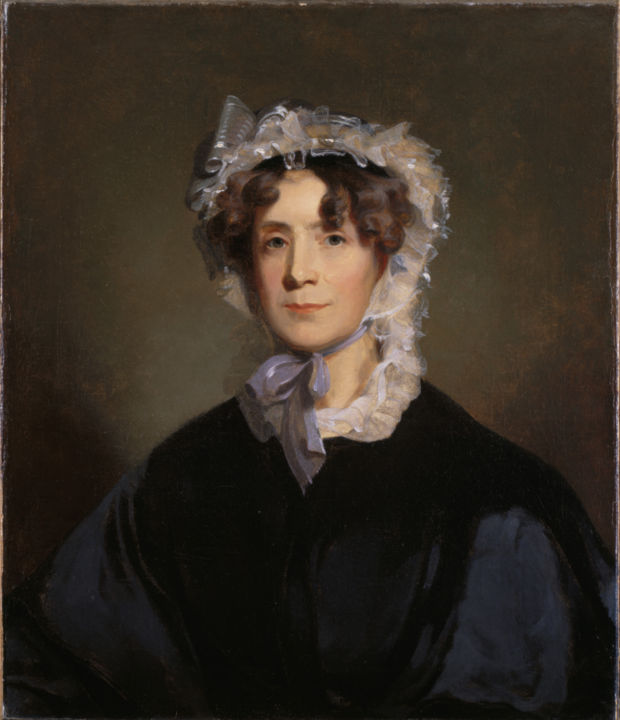
Jeffersons älteste Tochter Martha Jefferson Randolph

### Familie und Erziehung
Thomas Jefferson wurde als Sohn einer wohlhabenden und alteingesessenen Familie in Virginia geboren. Sein Vater war der Pflanzer Peter Jefferson (1708–1757), seine Mutter Jane Randolph Jefferson (1720–1776) entstammte der einflussreichen Familie der Randolphs (siehe unter anderem Peyton Randolph). Zu ihren Vorfahren gehörte der Augsburger Täufermärtyrer Eitelhans Langenmantel (1480–1528). Die Vorfahren des Vaters von Thomas Jefferson stammten ursprünglich aus Wales.
Jefferson hatte neun Geschwister, von denen zwei tot auf die Welt kamen. Er hatte ein gutes Verhältnis zu seinem Vater und war stolz auf ihn. Anfangs wurde er von Privatlehrern unterrichtet und besuchte Privatschulen. 1760 wechselte er zum College of William & Mary in Williamsburg, das er 1762 abschloss. Anschließend studierte er Jura bei dem bekannten Anwalt und Politiker George Wythe. Ab 1767 praktizierte er selbst als Anwalt.
Am 1. Januar 1772 heiratete er Martha Wayles Skelton (1748–1782). Sie hatten sechs Kinder, von denen vier früh verstarben und mit Martha „Patsy“ Jefferson Randolph (1772–1836) und Mary „Polly“ Jefferson Eppes (1778–1804) zwei das Erwachsenenalter erreichten. Seine Frau verstarb 1782 nach zehn Jahren Ehe, 33 Jahre alt. Wegen ihrer Kinder hatte sie Jefferson gebeten, nicht mehr zu heiraten; sie selbst hatte schlechte Erfahrungen mit ihren eigenen Stiefmüttern gemacht. Er zog die Kinder in seiner Zeit als Botschafter in Paris groß. Nach dem Tod seiner jüngeren Tochter Mary im Alter von nur 25 Jahren verband ihn eine enge Beziehung mit seiner älteren Tochter Martha, die zwischen 1801 und 1809 als First Lady galt. Später trennte sie sich von ihrem Ehemann Thomas Mann Randolph und lebte bei Jefferson in Monticello. In seinen letzten Jahren kümmerte sie sich aufopferungsvoll um ihren Vater. Historische Forschung und mehrere DNA-Untersuchungen zu Ende des 20. Jahrhunderts belegen, dass Jefferson während der langjährigen Zeit seiner Witwerschaft mehrere Kinder mit seiner Haussklavin Sally Hemings zeugte.

### Politische Karriere bis zum Ende des Unabhängigkeitskrieges

Die Unabhängigkeitserklärung wird dem Kontinentalkongress vorgelegt. Gemälde von John Trumbull (um 1816).

In den 1770er Jahren erwarb sich Jefferson einen guten Ruf als Anwalt und Politiker. Er war Abgeordneter im House of Burgesses, der zweiten Kammer des virginischen Parlamentes. 1774 veröffentlichte er A Summary View of the Rights of the British America. Diese Streitschrift, die als Instruktion für die virginischen Delegierten beim Kontinentalkongress gedacht war, machte ihn zu einem einflussreichen Vordenker der amerikanischen Patrioten, die sich gegen bestimmte Formen der britischen Besteuerung wandten.
1774 wurde Jefferson zum Abgesandten Virginias im Kontinentalkongress ernannt. Dort gehörte er dem Komitee an, das die Unabhängigkeitserklärung der Kolonien ausarbeiten sollte. Dieses Komitee beauftragte Jefferson, einen ersten Entwurf der Erklärung anzufertigen. Einige Verbesserungsvorschläge zu diesem Entwurf kamen von John Adams und Benjamin Franklin, und auch der Kongress selbst beschloss einige Änderungen. Trotzdem ist Jefferson der Hauptautor der Erklärung.
Ende 1776 kehrte Jefferson nach Virginia zurück, wo er wieder in das Bürgerhaus gewählt wurde. Als Abgeordneter arbeitete er auf eine groß angelegte Reform des virginischen Rechtssystems hin. Er verfasste in drei Jahren 126 Gesetzesentwürfe und setzte sich dabei unter anderem für die Abschaffung der Primogenitur, für Religionsfreiheit und für eine Reform des Strafrechts sowie des Bildungswesens ein. Unterstützt wurde er dabei unter anderem von George Wythe, James Madison und George Mason.
1779 wurde er zum Gouverneur von Virginia gewählt. Seine Amtszeit von 1779 bis 1781 war geprägt von den Auswirkungen des Unabhängigkeitskrieges. Die Briten marschierten zweimal in den Staat ein und besetzten für kurze Zeit die spätere Hauptstadt Richmond. Vom Vorwurf, nicht genug für die Sicherheit der Stadt getan zu haben, sprach ihn eine parlamentarische Untersuchungskommission frei.

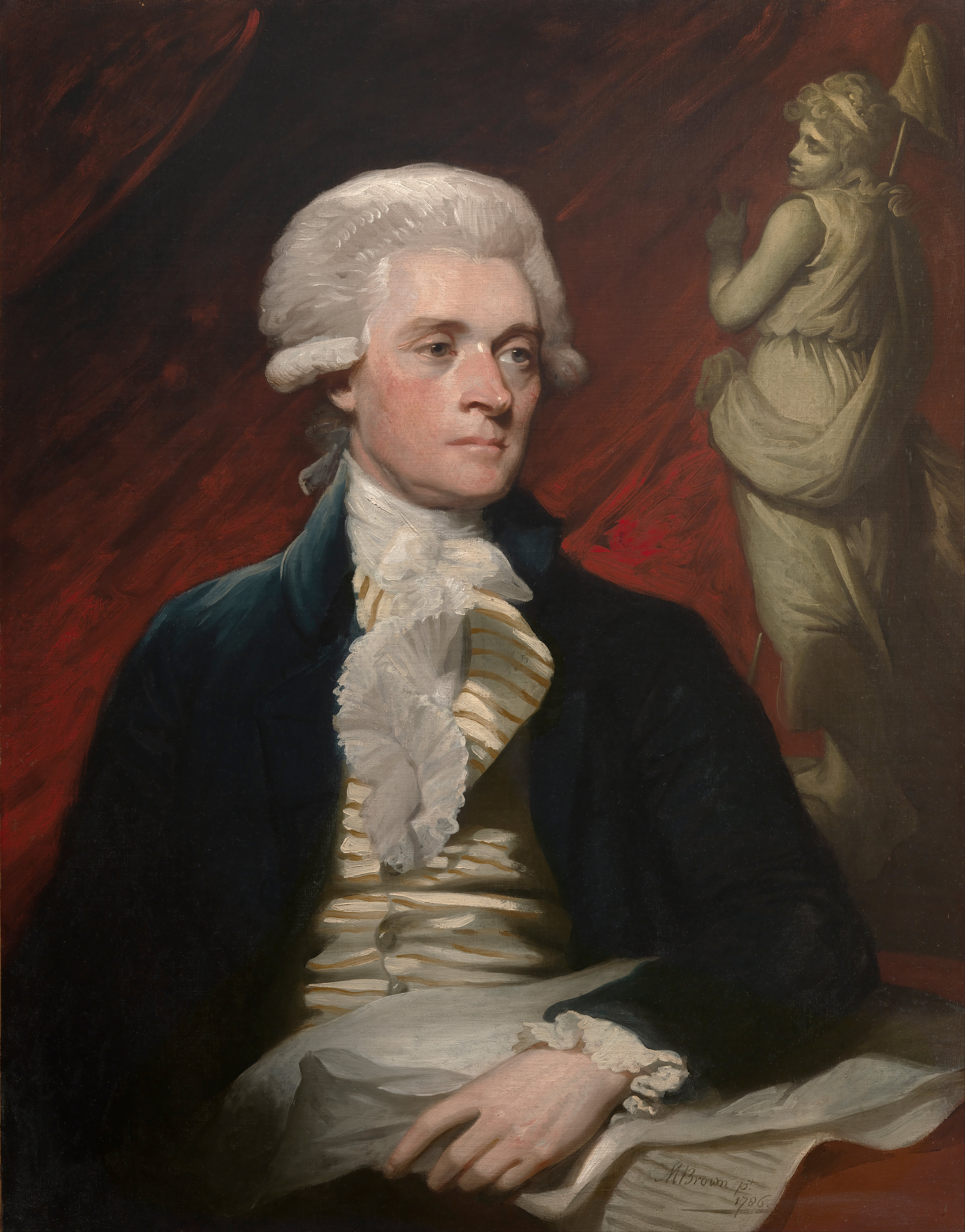
Jefferson während seiner Zeit als Botschafter in Frankreich (auf einem Besuch in London, Mather Brown, 1786)

Danach zog er sich zunächst aus der Politik auf sein Anwesen Monticello zurück. Dort verstarb seine Frau am 6. September 1782 bei der Geburt ihres sechsten Kindes Lucy Elisabeth. 1784 öffnete er in Virginia einen indianischen Grabhügel und führte damit die erste systematische archäologische Ausgrabung in den Vereinigten Staaten durch, die er im 11. Kapitel seiner „Notes on the State of Virginia“ ausführlich beschrieb.

### Botschafter und Außenminister
Die Jahre 1785 bis 1789 verbrachte Jefferson als Botschafter in Paris. Aus diesem Grund war er an der Diskussion um die Verfassung der Vereinigten Staaten und die Federalist Papers nicht direkt beteiligt. Die von der Philadelphia Convention ausgearbeitete Verfassung gefiel ihm im Großen und Ganzen sehr (besonders das System der Checks and Balances). Er vermisste allerdings eine Bill of Rights zum Schutz des Einzelnen. Auch kritisierte er, dass die Anzahl der Amtsperioden eines Präsidenten keinen Beschränkungen unterlag. In Paris verliebte sich Jefferson im August 1786 in die verheiratete Malerin Maria Cosway. Es kam nie zu einer Beziehung, die beiden führten jedoch eine lebenslange Brieffreundschaft. 1787 wurde Jefferson in die American Academy of Arts and Sciences gewählt.
Der Diplomat nutzte seinen Aufenthalt in Europa für Reisen durch Südfrankreich und Oberitalien, wo er vor allem die Architektur sehr genau studierte, außerdem zur Atlantikküste sowie durch das heutige Belgien, die Niederlande und Teile Deutschlands, wo er sich sehr für das politische System des Heiligen Römischen Reiches interessierte.
Mit Sympathie stand Jefferson der Französischen Revolution gegenüber. Er unterstützte die Revolutionäre, soweit es sein Status als Diplomat zuließ. Unter anderem half er dabei, die Erklärung der Menschen- und Bürgerrechte zu entwerfen. Ende September 1789 verließ er Paris und reiste zurück in die USA.
Nach seiner Rückkehr wurde Jefferson im März 1790 von George Washington zum Außenminister der Vereinigten Staaten ernannt. Bis dahin hatte John Jay noch für ihn amtiert.

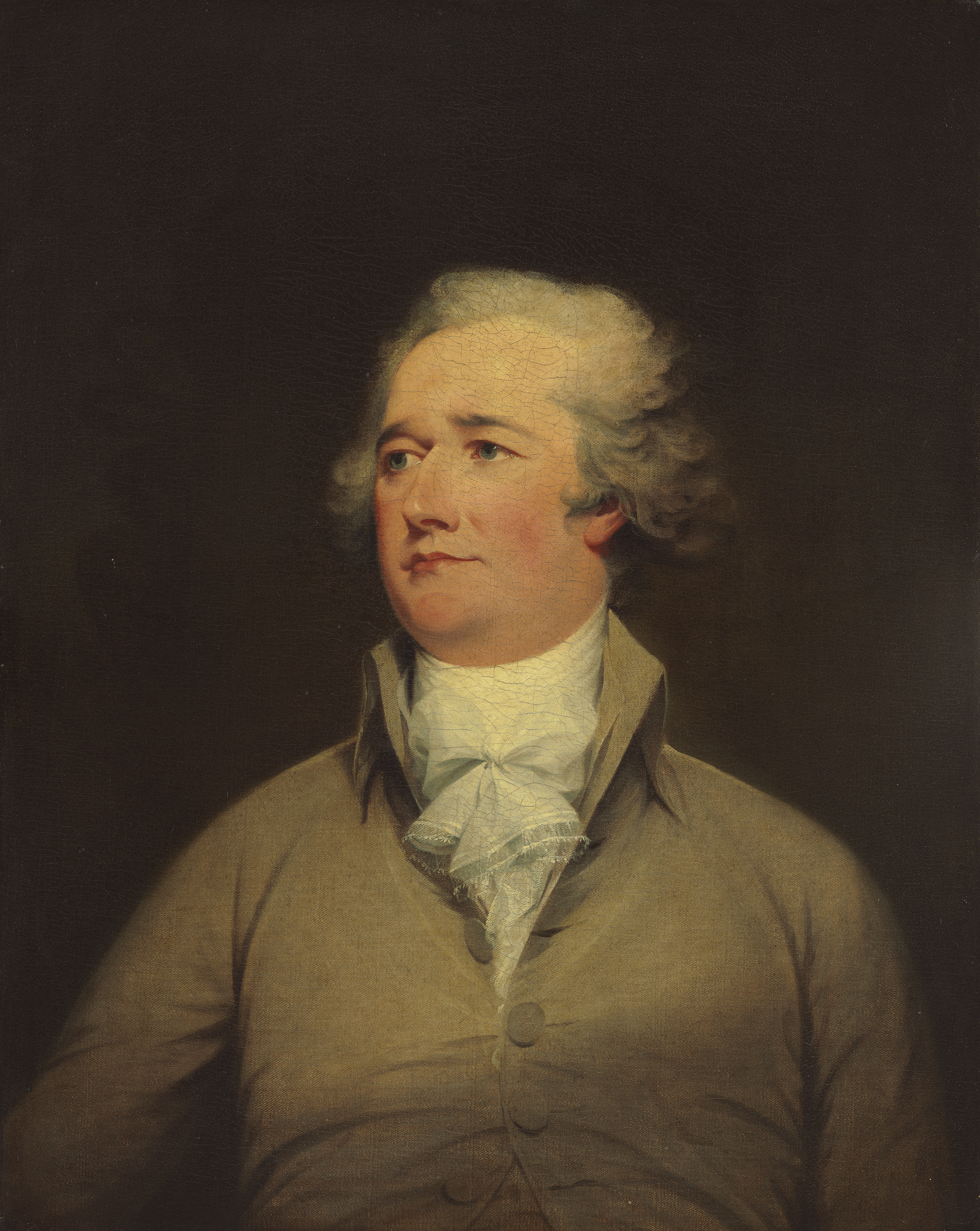
Alexander Hamilton, Washingtons Finanzminister, der mit Außenminister Jefferson über eine Zentralbank stritt (John Trumbull, 1792)

In dieser Funktion war er, zusammen mit dem Finanzminister Alexander Hamilton, einer der wichtigsten Berater Washingtons. Mit der Zeit gab es jedoch Konflikte zwischen Hamilton und Jefferson. Während Hamilton beispielsweise die Errichtung einer nationalen Zentralbank befürwortete, war Jefferson der Auffassung, dass die Verfassung der Regierung nicht die dazu nötige Vollmacht gebe. Der New Yorker Hamilton wollte außerdem vor allem die Industrie fördern und schützen. Das Hauptaugenmerk des Virginiers Jefferson galt der Landwirtschaft. Zudem entzweiten sich die beiden Politiker hinsichtlich der Außenpolitik: Jefferson war eher profranzösisch, Hamilton trat für eine engere Bindung an Großbritannien ein.
Die politischen Streitigkeiten zwischen den beiden Männern führten schließlich zur Bildung der ersten Parteien der USA: Um Jefferson und seine Vertrauten (unter ihnen James Madison und James Monroe) bildete sich die Republikanische Partei (später Demokratisch-Republikanische Partei genannt), um Hamilton formierte sich die Föderalistische Partei. Die Konflikte zwischen den beiden Fraktionen dauerten trotz Vermittlungsversuchen durch den Präsidenten an. Jefferson zog sich schließlich 1793 enttäuscht aus der Politik zurück und widmete sich dem Ausbau von Monticello.

### Vizepräsidentschaft
Doch auch diese Abwendung von der Politik war nicht von Dauer. Drei Jahre später wurde er von den Republikanern zu ihrem Kandidaten für die Präsidentschaft gekürt. Im Gegensatz zur heutigen Verfahrensweise wurden Präsident und Vizepräsident damals, auch wenn jeder Wahlmann je eine Stimme für diese Ämter zu vergeben hatte, noch nicht in getrennten Abstimmungen der Wahlmänner gewählt. Stattdessen wurde der Kandidat mit den meisten Wahlmännerstimmen Präsident, derjenige mit den zweitmeisten Stimmen Vizepräsident. Es konnte also vorkommen, dass zwei Kandidaten verschiedener Parteien gewählt wurden.
Genau dies geschah 1796: John Adams, der bisherige Vizepräsident und Kandidat der Föderalisten, erhielt die meisten Wahlmännerstimmen (71) und wurde zum Präsidenten gewählt. Sein Kandidat für das Amt des Vizepräsidenten, Thomas Pinckney aus South Carolina, erhielt dagegen nur 59 Stimmen und damit neun weniger als Jefferson, der Vizepräsident wurde. Aaron Burr, Jeffersons Kandidat für die Vizepräsidentschaft, wurde mit 30 Stimmen Vierter.
Als Vizepräsident war es Jeffersons Hauptaufgabe, über die Sitzungen des Senats zu präsidieren. In dieser Zeit schrieb er ein Handbuch über die Regeln und Prozeduren des Senats, A Manual of Parliamentary Practice (bekannt als Jefferson’s Manual).

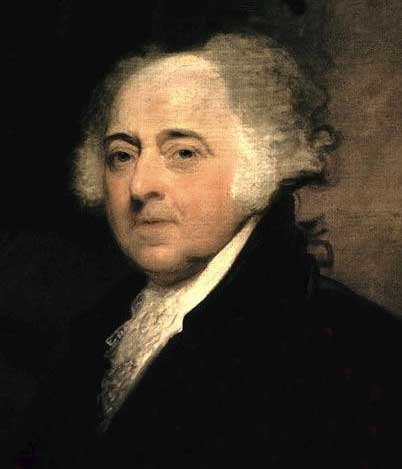
John Adams, Jeffersons Kontrahent in den Präsidentschaftswahlen von 1796 und 1800

Während Adams’ Zeit als Präsident verschlechterten sich die Beziehungen zwischen den USA und Frankreich zunehmend, und 1798 kam es zum sogenannten Quasi-Krieg. Vor diesem Hintergrund verabschiedete der Kongress die Alien and Sedition Acts. Sie erlaubten dem Präsidenten unter anderem, Ausländer, die aus feindlichen Staaten kamen oder als gefährlich betrachtet wurden, abzuschieben oder in Haft zu nehmen. Außerdem wurde die Veröffentlichung „falscher, schändlicher und bösartiger“ Schreiben gegen die Regierung und ihre Beamten zum verbrecherischen Akt erklärt.
Die Republikaner sahen diese vor allem von den Föderalisten propagierten Gesetze als Angriff auf die Freiheit an. Für Jefferson beispielsweise verstießen sie gegen den Ersten Verfassungszusatz, der das Recht auf freie Rede und freie Presse garantierte. Er und James Madison verfassten deswegen 1798 zwei Beschlüsse für die Parlamente von Virginia und Kentucky, die sogenannten Kentucky and Virginia Resolutions. In den von Jefferson verfassten Beschlüssen des Parlaments von Kentucky wurde die Union als ein „Pakt“ zwischen den Staaten und der Zentralgewalt bezeichnet. Wie schon beim Streit mit Hamilton über die Zentralbank argumentierte Jefferson, dass der Bund nur dort Kompetenz habe, wo sie ihm von der Verfassung eindeutig zugesprochen sei. Sollte er diese Kompetenz auch in anderen Bereichen beanspruchen, so wären diese Beschlüsse ungültig. Kentucky blieb jedoch der einzige Staat, der die von Jefferson geschriebenen Beschlüsse verabschiedete. Virginia verabschiedete eine von James Madison verfasste, etwas mildere Version. Auch diese wurde von keinem weiteren Staat der USA unterzeichnet. Zwei Jahre später standen wieder Wahlen für das Amt des Präsidenten an. Die Kandidaten der Republikaner waren dieselben wie vier Jahre zuvor, Jefferson und Burr, während die Föderalisten mit Adams und Charles Cotesworth Pinckney antraten.

### Präsidentschaft

#### Die Wahl 1800
Der Wahlkampf 1800 war einer der am aggressivsten geführten in der Geschichte der Vereinigten Staaten. Die Republikaner, verbittert über Adams’ Politik (vor allem über die Alien and Sedition Acts), warfen den Föderalisten monarchistische Tendenzen vor. Aus Sicht der Föderalisten hingegen war die Politik der Republikaner zu radikal. Der amtierende Präsident Adams war jedoch auch in den eigenen Reihen nicht unumstritten, da man ihn für zu gemäßigt hielt. Alexander Hamilton beispielsweise versuchte die Föderalisten zu überzeugen, Adams zugunsten von Pinckney aufzugeben, und veröffentlichte einen Brief, in dem er Adams kritisierte.

Resultate der Präsidentschaftswahl von 1800

Aaron Burr, Vizepräsident während Jeffersons erster Amtszeit

Von dieser Uneinigkeit der Föderalisten profitierten die Republikaner und gewannen die Wahl nach Stimmen. Aufgrund der Besonderheiten des damaligen Wahlverfahrens verfügten sowohl Jefferson als auch sein designierter Vizepräsident, der New Yorker Aaron Burr, im Wahlmännerkollegium über jeweils 73 Stimmen. Nun fiel verfassungsgemäß dem Repräsentantenhaus die Aufgabe zu, diese Pattsituation in einer Stichwahl zu entscheiden. Die Föderalisten verfügten hier jedoch über eine Sperrminorität und wählten bei der Abstimmung Burr, um so Jeffersons Wahl zum Präsidenten zu verhindern. Es kam zu mehreren Wahlgängen, und jedes Mal verfehlte Jefferson die nötige Mehrheit knapp. Schließlich fanden einige Föderalisten eine Möglichkeit, dem Stillstand ein Ende zu setzen und gleichzeitig ihr Gesicht zu wahren: Sie blieben der nächsten Abstimmung, der insgesamt 36., fern, wodurch Jefferson die erforderliche Mehrheit erreichte und zum Präsidenten gewählt wurde. Seinem Vizepräsidenten Burr misstraute Jefferson spätestens seit dieser Wahl, da er vermutete, Burr habe geplant, während der Wahl zu den Föderalisten zu wechseln und sich mit ihren Stimmen zum Präsidenten wählen zu lassen. Das Verhältnis zwischen den beiden verschlechterte sich während ihrer Amtszeit zusehends; nach vier Jahren hatte sich Burr der republikanischen Partei so entfremdet, dass er 1804 nicht wieder zur Wahl nominiert wurde.
Unter dem Eindruck der Wahl von 1800 wurde das Wahlverfahren bei der Präsidentschaftswahl durch den 12. Verfassungszusatz geändert. Seither wird im Wahlmännerkollegium getrennt für den Präsidenten und den Vizepräsidenten abgestimmt. Mit der Wahl von 1800 stellte die demokratisch-republikanische Partei erstmals den Präsidenten und sollte dies ununterbrochen für das folgende Vierteljahrhundert tun. Die Wahl ist deswegen auch als die „Revolution von 1800“ bekannt.

#### Erste Amtsperiode

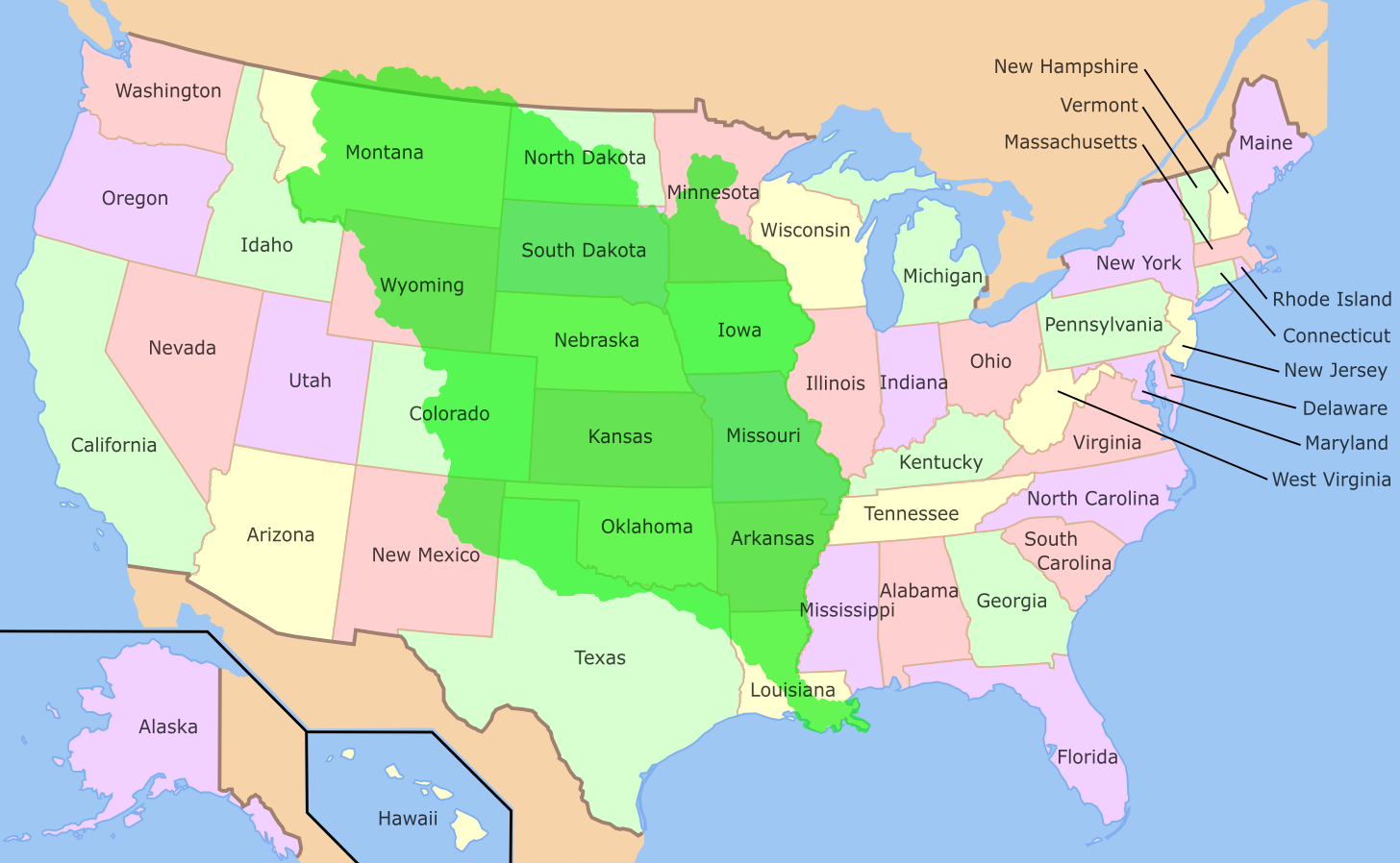
Die im Louisiana Purchase von den USA erworbene französische Kolonie Louisiana (grün)

Ein wichtiges Ereignis in Jeffersons Amtszeit als Präsident war der Kauf der französischen Kolonie Louisiana. Jefferson sandte 1801 Robert R. Livingston nach Frankreich, um dort über einen Kauf der Stadt New Orleans zu verhandeln, was aber in Paris auf Ablehnung stieß. Zu Livingstons Unterstützung entsandte Jefferson auch James Monroe nach Paris. Doch noch vor dessen Ankunft hatten Napoleon und sein Außenminister Talleyrand den Amerikanern ein anderes, viel weitreichenderes Geschäft angeboten: Sie waren bereit, nicht nur New Orleans, sondern die ganze Kolonie Louisiana zu verkaufen. Durch diesen Kauf hätten die Vereinigten Staaten ihr Territorium praktisch verdoppelt, und dies zu einem Preis von 15 Millionen Dollar, was etwa sieben Dollar pro Quadratkilometer entsprach.
Jefferson und sein Außenminister James Madison waren sich anfangs nicht sicher, ob die Verfassung ihnen das Recht gab, Land zu kaufen. Jefferson entwarf sogar einen dafür nötigen Verfassungszusatz. Er entschied sich schließlich dafür, das Angebot ohne Ergänzung der Verfassung anzunehmen. Der Vertrag wurde am 30. April 1803 unterzeichnet. Der Senat ratifizierte ihn am 20. Oktober.
Um das neue Gebiet zu erforschen, sandte Jefferson seinen einstigen Privatsekretär Meriwether Lewis und den Offizier William Clark auf eine Expedition, die sie durch ganz Amerika bis an den Pazifischen Ozean führen sollte. Lewis und Clark sollten einen Wasserweg zum Pazifik finden und die Geologie und die Tierwelt des neuerstandenen Territoriums erforschen. Außerdem sollten sie freundschaftliche Beziehungen zu den Indianerstämmen aufbauen. Dank der mehrjährigen Expedition, die von Mai 1804 bis September 1806 dauerte, gewannen die USA umfassende Erkenntnisse über die Geographie, Flora und Fauna des von ihnen erworbenen Gebietes. Lewis und Clark entdeckten mehrere Hundert bis dato unbekannte Tier- und Pflanzenarten und brachten zahlreiche Proben davon nach Osten.
Ein weiteres außenpolitisches Ereignis während Jeffersons erster Amtsperiode war der Amerikanisch-Tripolitanische Krieg im Mittelmeer gegen die Barbareskenstaaten. Die Barbaresken kontrollierten mit ihren Schiffen das Mittelmeer und forderten von ausländischen Handelsschiffen Tribut. Als britische Kolonie waren die amerikanischen Schiffe durch die Royal Navy vor solchen Bedrohungen geschützt worden, doch nach der Unabhängigkeit kam es vermehrt zu Angriffen auf amerikanische Schiffe und zu Lösegeld- beziehungsweise Tributforderungen. 1801 forderte der Pascha von Tripolis 225.000 $ von der amerikanischen Regierung, was aber von Jefferson abgelehnt wurde. Daraufhin kam es zum Krieg zwischen den USA und Tripolis sowie dessen Verbündeten. Nach mehreren Gefechten im Mittelmeer gelangten beide Seiten 1805 zu einer Einigung, und die Vereinigten Staaten bezahlten Tripolis 60.000 $. Im Gegenzug wurden 100 tripolitanische gegen 300 amerikanische Gefangene ausgetauscht.

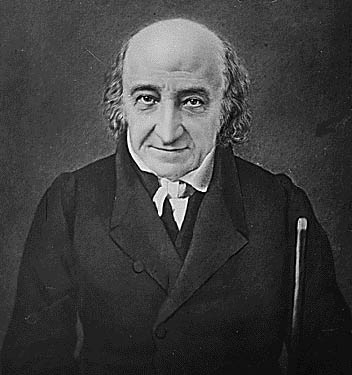
Jeffersons Finanzminister Albert Gallatin

Innenpolitisch war es Jeffersons erklärtes Ziel, die Schulden der jungen Republik abzubauen. Tatsächlich war sein Finanzminister Albert Gallatin hierbei erfolgreich: Gallatin war bis 1814 im Amt (also fünf Jahre länger als Jefferson) und reduzierte in dieser Zeit die Schulden von 80 Millionen Dollar auf 45 Millionen.
Eine innenpolitische Niederlage erlitt Jefferson im Kampf gegen die von Föderalisten dominierte Rechtsprechung. Am 13. Februar 1801, kurz vor Jeffersons Wahl, hatte der damals noch von Föderalisten beherrschte Kongress ein neues Gerichtsgesetz (Judiciary Act of 1801) verabschiedet. Der Judiciary Act schuf eine Reihe neuer Bundesgerichte, die durch die Föderalisten kontrolliert werden sollten. Kurz vor Jeffersons Amtseinführung am 2. März 1801 hatte Adams noch 42 Föderalisten zu Richtern an diesen Gerichten ernannt. Adams’ Außenminister John Marshall (selbst kurz vor der Amtseinführung als Oberster Richter des Supreme Courts) konnte jedoch nicht alle Ernennungsurkunden bis zum Ende von Adams’ Amtsperiode zustellen. Jefferson sah diese Ernennungen deswegen als nichtig an. William Marbury, einer der davon betroffenen Richter, legte daraufhin Klage beim Obersten Gerichtshof ein und wollte Jeffersons Außenminister James Madison gerichtlich dazu zwingen, ihm die Urkunde auszuhändigen. In der daraus resultierenden Entscheidung Marbury v. Madison erklärte sich der Oberste Gerichtshof für nicht zuständig. Bevor er dies feststellte, gelang es dem Obersten Richter John Marshall in seiner Erklärung, Jeffersons Regierung aufgrund der Nichtaushändigung der Urkunde des Rechtsbruchs zu bezichtigen. Damit konnte er zwar nicht dafür sorgen, dass Marbury seine Urkunde erhielt, doch stärkte er mit seinem Spruch die Position des Obersten Gerichtshofs, indem er den Vorrang der Verfassungsgerichtsbarkeit etablierte. Die Republikaner befürchteten, dass die von Föderalisten kontrollierten Gerichte sich Jefferson und seiner Regierung in den Weg stellen würden, und versuchten, mehrere Richter mittels Impeachment ihrer Ämter zu entheben. Dies gelang ihnen jedoch nur im Fall von John Pickering.

#### Wiederwahl 1804 und zweite Amtsperiode

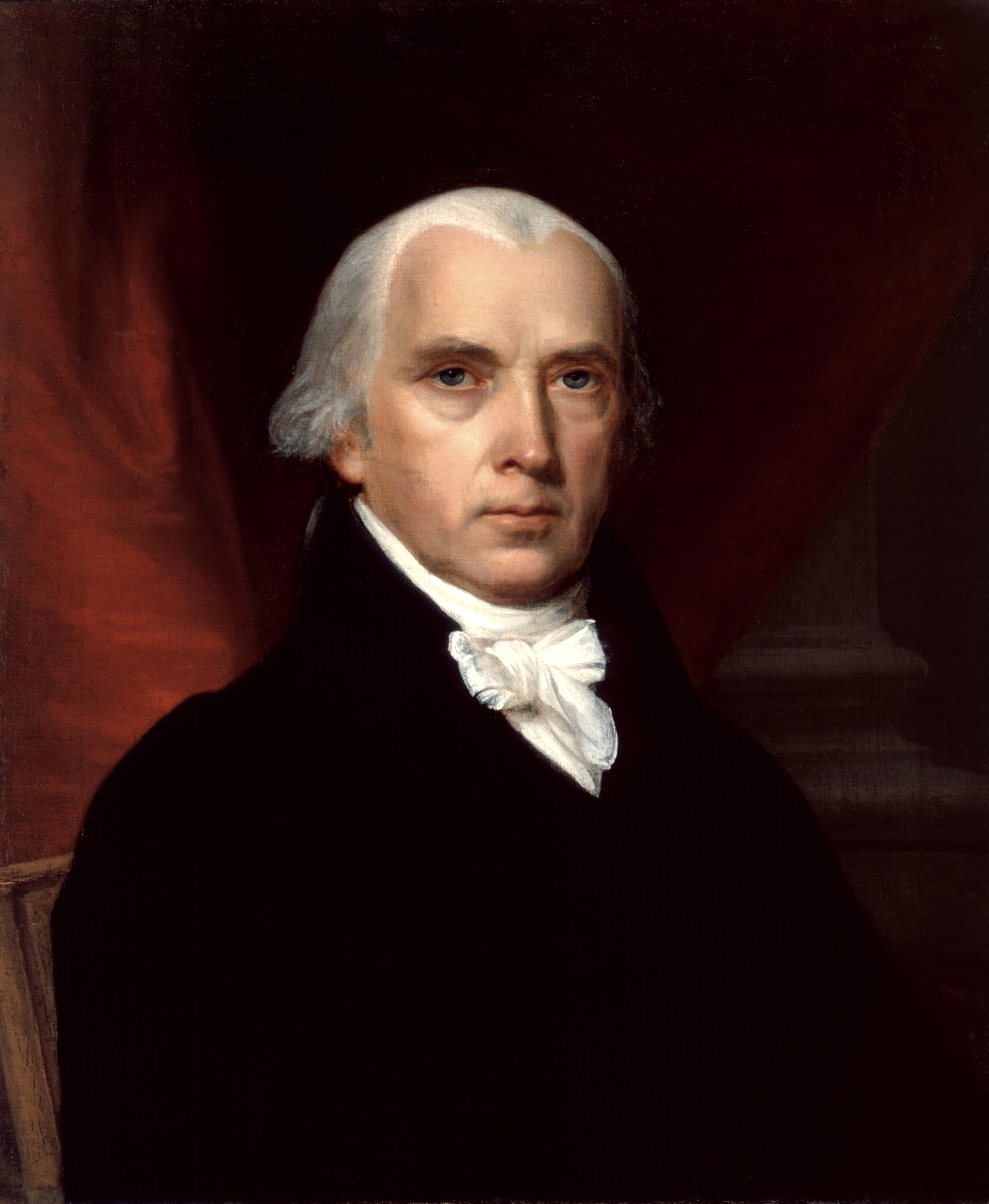
James Madison, Jeffersons Weggefährte und Nachfolger als Präsident

Zur Präsidentschaftswahl 1804 trat Jefferson mit seinem neuen Vizepräsidenten George Clinton an. Aaron Burr hatte sein Amt niederlegen müssen, da er in einem Duell Alexander Hamilton tödlich verwundet hatte und daraufhin in zwei Bundesstaaten wegen Mordes angeklagt worden war.
Die Kandidaten der Föderalisten waren Charles C. Pinckney und der New Yorker Senator Rufus King. Jefferson und Clinton gewannen die Wahl mit überwältigender Mehrheit; beide erreichten 162 Wahlmännerstimmen, ihre Gegner nur jeweils 14.
Jeffersons zweite Amtszeit erwies sich dennoch als schwieriger als die erste. So bildete sich um John Randolph innerhalb der Demokratisch-Republikanischen Partei eine Opposition gegen ihn und seine Politik. In den Augen von Randolph und seinen Parteigängern, die sich „Tertium Quid“ nannten, hatte sich Jeffersons Politik immer stärker der Position der Föderalisten angenähert. So kritisierten die Tertium Quids beispielsweise den Kauf von Louisiana, da die Verfassung dem Kongress nicht die Vollmacht gebe, Land zu kaufen. Aus demselben Grund stellten sie sich auch gegen einen Versuch Jeffersons, den Spaniern Teile von Florida abzukaufen.
Ein weiteres innenpolitisches Problem für Jefferson stellte sein ehemaliger Vizepräsident Aaron Burr dar. Nach dem Duell mit Hamilton und seinem erzwungenen Rückzug aus der Politik machte Burr durch seine Umtriebe im Westen des Landes von sich reden. Bald drangen Gerüchte nach Washington, er plane eine Verschwörung und wolle im Südwesten der USA ein eigenes Reich aufbauen, das einige US-Staaten und von den Spaniern zu eroberndes Gebiet umfassen solle. Nachdem er im Februar 1807 festgenommen worden war, ließ Jefferson ihn unter dem Vorwurf des Landesverrats vor ein Bundesgericht stellen. Burr wurde jedoch nicht für schuldig befunden.
Außenpolitisch verfolgte Jefferson einen strikten Kurs der Nichteinmischung in europäische Kriege. Aus diesem Grund, und in der Absicht, Großbritannien von Übergriffen auf amerikanische Schiffe abzubringen, initiierte Jefferson 1807 den Embargo Act, der den Export amerikanischer Güter nach Europa unterbinden sollte. Das Gesetz erzielte jedoch nicht die beabsichtigte Wirkung. Zahlreiche amerikanische Seeleute verloren ihre Arbeit, Neuengland war aufgrund der aus dem Embargo resultierenden wirtschaftlichen Probleme in Aufruhr, aber weder Großbritannien noch Frankreich änderten ihre Politik gegenüber den Vereinigten Staaten. Das Gesetz wurde schließlich 1809 zurückgenommen. Die britischen Übergriffe gegen den amerikanischen Handel sollten drei Jahre später zum Krieg von 1812 führen. Am Ende seiner zweiten Amtszeit erklärte Jefferson schließlich, bei der Präsidentschaftswahl 1808 nicht mehr für eine dritte kandidieren zu wollen. Nachdem James Madison ihn am 4. März 1809 abgelöst hatte, zog er sich nach Monticello zurück.
Thomas Jefferson gehört zu den sieben US-Präsidenten, die während ihrer Amtszeit kein einziges Mal von ihrem Vetorecht Gebrauch machten. Er unterzeichnete sämtliche ihm zugeleiteten Gesetzesentwürfe.

### Ruhestand

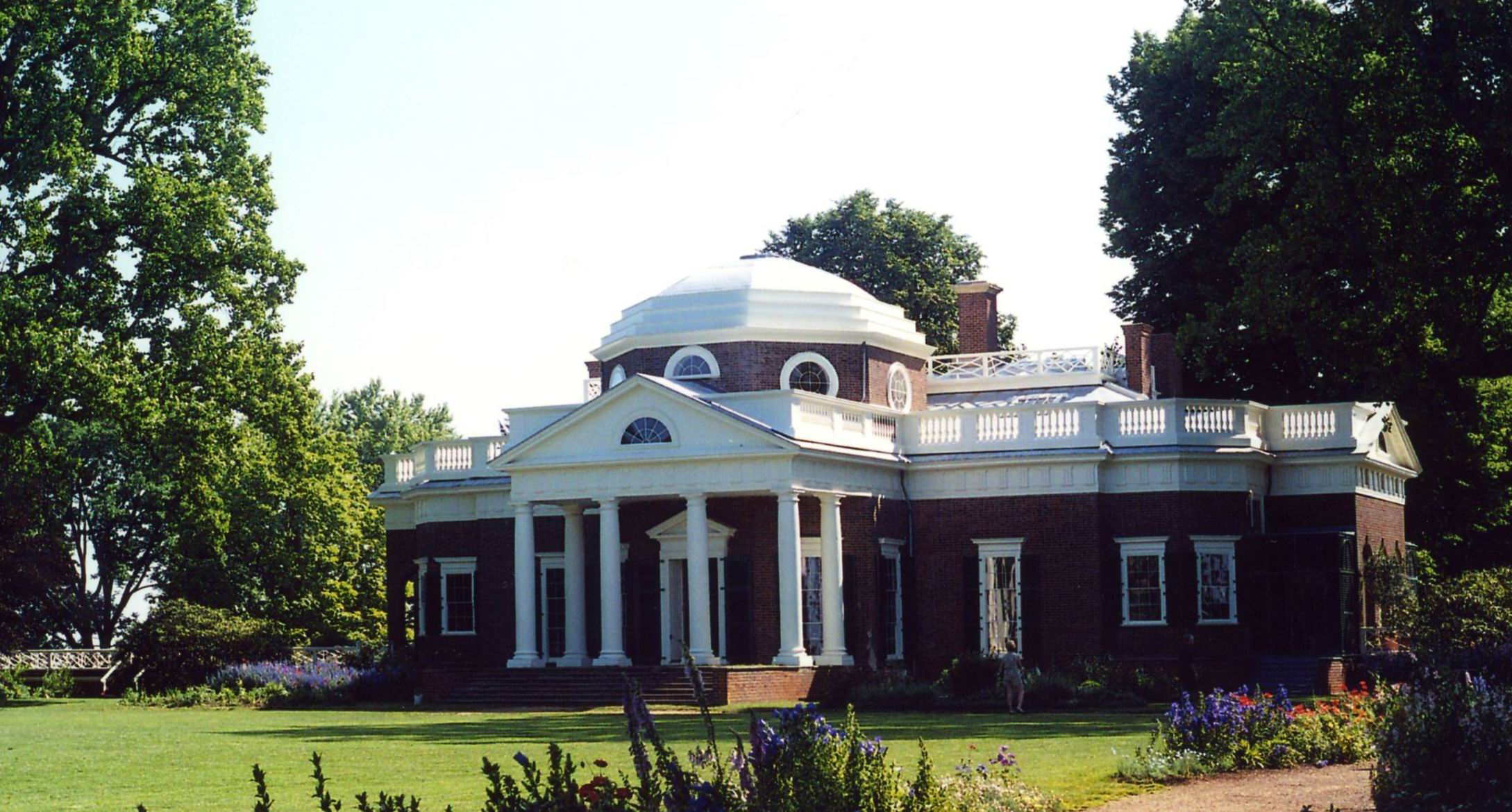
Monticello

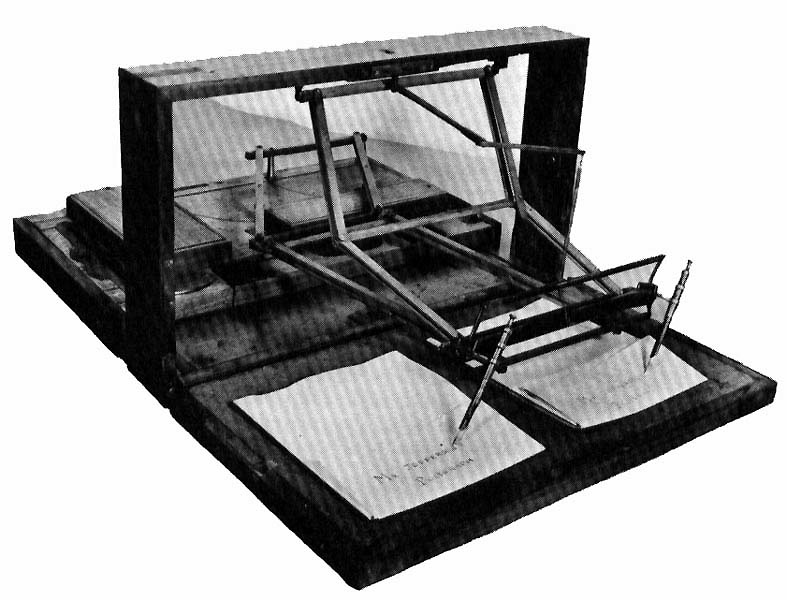
Der von Thomas Jefferson verwendete Polygraph – ein frühes „Kopiergerät“

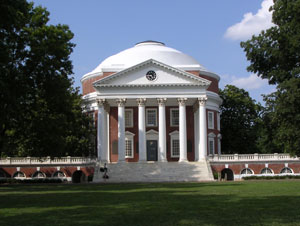
Die „Rotunda“ der University of Virginia

Zurück auf Monticello bei seiner Familie, kümmerte sich Jefferson in den nächsten Jahren vor allem um den Ausbau seines Heims, das um 1769 nach seinen Plänen entstanden war. Als Vorlage für Monticello hatten ihm Andrea Palladios Villa La Rotonda und das Pantheon in Rom gedient.
Jefferson pflegte auch eine umfangreiche Korrespondenz mit vielen bedeutenden Persönlichkeiten seiner Zeit. Um sich das Briefeschreiben zu erleichtern, hatte er einen Vorläufer des Kopierers, den von John Isaac Hawkins erfundenen Jefferson-Polygraphen, erworben, mit dem man beim Verfassen eines Briefes direkt eine Abschrift anfertigen konnte. Jefferson bezeichnete das Gerät in einem Brief als „die erlesenste Erfindung dieses Zeitalters“ und schrieb später, nicht mehr ohne den Polygraphen leben zu können.
Bis Ende des 18. Jahrhunderts hatte Jefferson eine enge Freundschaft mit John Adams und seiner Frau Abigail verbunden, die später unter den politischen Ereignissen der Zeit gelitten hatte. Nun, da beide im Ruhestand waren, nahmen sie ihre Korrespondenz wieder auf.
Ein weiteres „Großprojekt“ Jeffersons, dem er viel Bedeutung zumaß, war die Gründung der University of Virginia in Charlottesville. Die Idee, auf Bundesstaatsebene eine neue virginische Universität zu gründen, hatte er bereits in den 1770er Jahren gehabt, und auch danach hatte er diesen Wunsch oft geäußert. Nach dem Ende seiner Präsidentschaft widmete er sich intensiv diesem Thema. Auf Betreiben Jeffersons und des ihn unterstützenden Politikers Joseph C. Cabell beschloss das Parlament von Virginia, eine weitere staatliche Universität einzurichten. Eine Kommission wurde einberufen, die für den Aufbau der neuen Hochschule zuständig war, und Jefferson wurde 1818 deren Vorsitzender. In dieser Funktion hatte er großen Einfluss sowohl auf den äußeren als auch den inneren Aufbau der neuen Universität. Er konnte sich nicht nur bei der Wahl des Ortes, der Berufung zahlreicher Professoren und dem Umfang des Fächerkanons durchsetzen, sondern entwarf auch die Pläne für das Universitätsgebäude – mit Anregungen vor allem von Benjamin Latrobe. Die neue Universität entsprach schließlich sowohl architektonisch als auch ideologisch seinen Vorstellungen. Sie war geprägt von seinem Wunsch nach Trennung von Kirche und Staat. Ihren Mittelpunkt bildete nicht, wie bei anderen Universitäten der damaligen Zeit, eine Kirche, sondern eine Bibliothek. Außerdem bot die Universität ihren Studenten ein großes Ausmaß an Freiheit und Vielfalt bei der Wahl ihrer Fächer.
Seine Kartensammlung, die Thomas Jefferson Collection, wurde 1815 von der Library of Congress erworben, wo sie 1851 bei einem Brand teilweise vernichtet wurde.

### Letzte Jahre

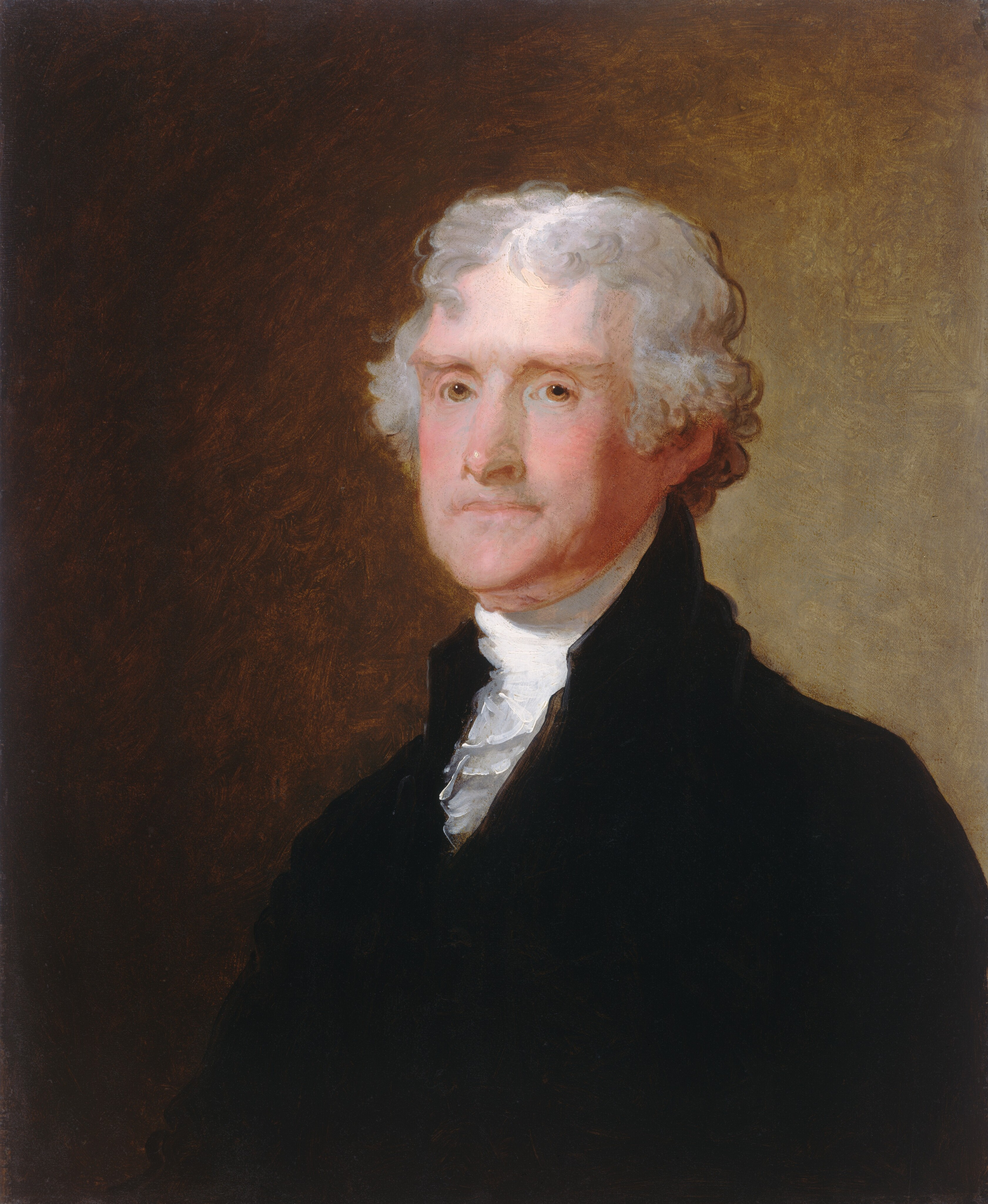
Thomas Jefferson etwa 1821 (Gilbert Stuart)

Gegen Ende seines Lebens plagten Jefferson besonders finanzielle Probleme. Zeitweise hatte der Wert seines Besitzes (auf heutige Verhältnisse umgerechnet) 212 Millionen Dollar betragen; doch hatte er auch stets als großzügiger virginischer Gentleman gelebt und Unsummen in den Bau und Ausbau von Monticello investiert. Die Übernahme der Bürgschaft für einen Freund führte zu noch mehr Schulden, so dass er schließlich einen Großteil seines Besitzes verkaufen und die Gewissheit akzeptieren musste, dass auch seine Erben Monticello nicht würden halten können.
Aber auch die Politik der Vereinigten Staaten bereitete ihm große Sorgen. Vor allem der Missouri-Kompromiss von 1820 weckte ihn „wie die Feuerglocke in der Nacht“, so schrieb er im April 1820 an John Holmes. Seiner Ansicht nach erlaubte es die Verfassung der Zentralregierung nicht, die Verbreitung der Sklaverei zu verhindern. Weiter heißt es in dem Brief: „Ich bedauere es, nun in dem Glauben zu sterben, dass die vergebliche Selbstaufopferung der Generation von 1776, um Selbstverwaltung und Glück für ihr Land zu erringen, von den unklugen und unwürdigen Leidenschaften ihrer Söhne weggeworfen werden soll.“
Schließlich kamen auch noch gesundheitliche Probleme hinzu, und Jefferson musste eine Einladung von Roger Weightman für eine Feier anlässlich des 50. Jahrestages der Verkündung der Unabhängigkeitserklärung absagen. In seinem Antwortbrief an Weightman wandte er sich aber noch ein letztes Mal an das amerikanische Volk. Die allgemeine Verbreitung des „Lichts der Wissenschaft“, so schrieb er, habe bereits die augenfällige Wahrheit jedem offenbar gemacht, „dass die breite Masse der Menschheit nicht mit Sätteln auf ihren Rücken geboren sind, noch einige wenige gestiefelt und gespornt, bereit, rechtmäßig, durch die Gnade Gottes, auf ihnen zu reiten.“ Etwas mehr als eine Woche später starb Jefferson am 4. Juli 1826, dem 50. Jahrestag der Verkündigung der von ihm verfassten Unabhängigkeitserklärung. Am selben Tag starb auch sein Vorgänger im Amt des Präsidenten, politischer Gegner und langjähriger Freund John Adams.

## Überzeugungen und Ansichten

### Ideale
Jeffersons Überzeugungen standen in der Tradition der Aufklärung. Er bezeichnete einmal John Locke, Francis Bacon und Isaac Newton als „die drei größten Männer, die die Welt je hervorgebracht hat.“ Sein Ideal von Amerika war das einer Nation von freien, unabhängigen Bauern. So war er der Ansicht, dass jede Familie im Lande „eine Manufaktur für sich“ ist und in der Lage alle „gröberen und mittleren Materialien für die eigne Kleidung und den Haushaltsbedarf selbst herzustellen.“ Er setzte sich dafür ein, dass jeder Amerikaner ein Stück Land erwerben könne. Jefferson war auch ein Vertreter des freien Handels. So hatte er als Gesandter in Europa ein Handelsabkommen mit Preußen abgeschlossen. Sein Bekenntnis zu Landwirtschaft und freiem Handel war auch einer der Hauptgründe für seinen Streit mit Alexander Hamilton. Hamilton wollte die heimische Wirtschaft und Industrie notfalls durch Zölle vor europäischen Importen schützen. Hier zeigt sich bereits im Verhältnis dieser beiden Männer, des Virginiers Jefferson und des New Yorkers Hamilton, die spätere Kerndiskrepanz zwischen dem landwirtschaftlich geprägten Süden und dem industrieorientierten Norden. Diese Spaltung zwischen Nord und Süd vertiefte sich in den folgenden Jahren immer mehr und fand schließlich im Sezessionskrieg ihren Höhepunkt.
Zudem war Jefferson als aufgeklärter Politiker ein Vorkämpfer für Demokratie und Menschenrechte, wie beispielsweise die berühmte Formulierung von den „selbstverständlichen Wahrheiten“ in der Unabhängigkeitserklärung zeigt. Auch während seiner Zeit als Diplomat in Frankreich, zu Beginn der Französischen Revolution, setzte er sich stark für die Menschenrechte ein und half dabei, die Erklärung der Menschen- und Bürgerrechte zu entwerfen. In seiner Rede zur ersten Amtseinführung erklärte er außerdem: „Manchmal wird gesagt, man kann einem Menschen nicht die Gewalt über sich selbst anvertrauen – kann man ihm dann die Gewalt über andere anvertrauen?“
Was die Vereinigten Staaten betraf, so war Jefferson für eine enge Auslegung der Verfassung und ein eifriger Verfechter der Rechte der Einzelstaaten. In den Kentucky Resolutions vertrat er die Meinung, die USA seien ein Bund der Einzelstaaten mit einer Zentralmacht. Letztere hatte seiner Ansicht nach nur dort Befugnisse, wo die Verfassung sie ihr eindeutig zuschrieb: „Immer, wenn die Zentralregierung sich Machtbefugnisse anmaßt, die ihr nicht übertragen wurden, sind ihre Gesetze unverbindlich, ungültig und wirkungslos.“ Jefferson sprach sich auch für die Nullifikation aus: „Wo Machtbefugnisse [seitens der Zentralregierung] in Anspruch genommen werden, die nicht übertragen wurden, ist Nullifikation die rechtmäßige Abhilfe.“ Seiner Meinung nach sollten die Einzelstaaten und nicht die Zentralgewalt das letzte Wort bei Verfassungskonflikten haben. Bei den Auseinandersetzungen um die Verfassungsauslegung münzte Jefferson nach Ansicht von David Sehat die ursprünglich eher konsolidierende Haltung der Verfassung von 1787 in die die Rechte der Einzelstaaten betonenden „Prinzipien von 1798“ um. Auch diese wurden nach seinem Tod aber oft auf verschiedene Weise interpretiert.

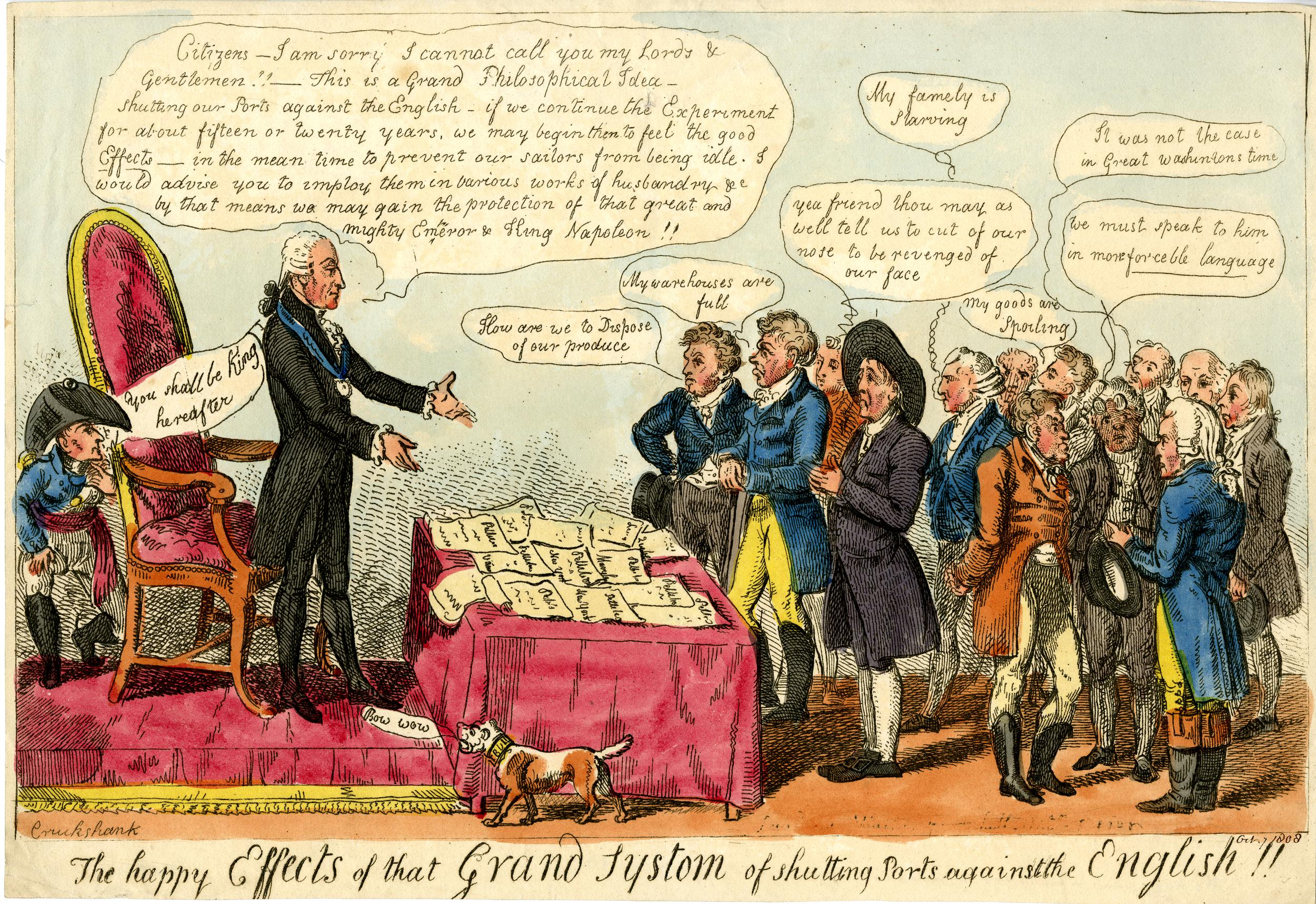
Karikatur zu Jeffersons Handelsembargo, links im Hintergrund Napoléon, der Jefferson zum König krönen möchte (Isaac Cruikshank, 1808)

Jeffersons strikte Auslegung der Verfassung und sein Eintreten für die Rechte der Einzelstaaten waren die wichtigsten Gründe dafür, dass er die Errichtung der Zentralbank und die Alien und Sedition Acts ablehnte. Es zeigte sich aber, dass Jefferson die Verfassung als Präsident weniger eng auslegte, als er es als Oppositioneller getan hatte. So tätigte er beispielsweise den Kauf von Louisiana, obwohl die Verfassung an keiner Stelle der Bundesregierung die Befugnis gab, Land zu erwerben. Ein ähnliches Beispiel ist das Handelsembargo gegen Ende seiner Präsidentschaft. Während seiner Präsidentschaft setzte Jefferson teilweise Methoden ein (Einsatz von Armee und Marine im Innern, Beschlagnahmen von Waren ohne Durchsuchungsbefehle), die er 40 Jahre zuvor dem britischen König vorgeworfen hatte und die gegen die Bill of Rights verstießen. Diese Kluft zwischen Realpolitik und Idealen ist ein Grund dafür, weshalb Jefferson später über viele Jahre, auch von einander entgegengesetzten politischen Gruppierungen, je nach politischer Lage verehrt oder gehasst wurde.

### Haltung zur Sklaverei
Wie viele südstaatliche Grundbesitzer seiner Zeit besaß Jefferson zahlreiche Sklaven. Seine zwiespältige Haltung gegenüber der Institution der Sklaverei lässt sich aus heutiger Sicht nur schwerlich mit seinen Überzeugungen von Freiheit und Gleichheit vereinen. Zwischen seinen naturrechtlichen Vorstellungen vom Recht jedes einzelnen Menschen auf Leben, Freiheit und Glück und der Tatsache, dass er diese Rechte den eigenen Sklaven vorenthielt, besteht ein nicht auflösbarer Widerspruch. Diese Diskrepanz zwischen politisch-sozialen Überzeugungen und tatsächlichem Handeln war zu Jeffersons Zeit aber keineswegs ungewöhnlich. Ein Großteil der Gründerväter der Vereinigten Staaten hielt Sklaven, darunter auch Benjamin Franklin, James Madison und George Washington. Schwarze galten zu jener Zeit vielen als Angehörige minderwertiger Rassen, mithin nicht als vollwertige Menschen.
Jefferson selbst war sich dieses Widerspruchs durchaus bewusst. Bekannt ist sein Ausspruch, bei der Sklaverei zu bleiben, sei dasselbe, wie einen Wolf an den Ohren zu halten: Man wolle gerne loslassen, könne es aber nicht aus Angst, gefressen zu werden. 1769, noch im House of Burgesses, hatte Jefferson vergeblich die Emanzipation der Schwarzen in Virginia angeregt. Er selbst entließ aber nur wenige seiner Sklaven in die Freiheit. Besonders augenfällig wird sein persönlicher Zwiespalt in seinem Buch Notes on the State of Virginia, in dem er einerseits die Sklaverei als Institution angreift, an anderer Stelle jedoch die These vertritt, dass die Schwarzen den Weißen unterlegen seien. Für die Unabhängigkeitserklärung schrieb Jefferson einen Paragraphen, der den britischen König für den Transport der Sklaven verurteilte. Der Kontinentalkongress strich jedoch diesen die Sklaverei verurteilenden Punkt aus dem Dokument, da es die Zustimmung der Bürger aus den sklavenhaltenden Kolonien finden sollte. Besonders brisant wird seine Haltung zur Sklaverei durch die Sally-Hemings-Kontroverse. Sally Hemings war eine Sklavin von Jeffersons Frau Martha Wayles Jefferson und als Mulattin vielleicht sogar ihre Halbschwester. Bereits 1802 behauptete der politische Pamphletist James T. Callender, dass Jefferson der Vater ihrer Kinder sei. Diese Diskussion wurde lange Jahre hitzig geführt. Heute wird, auch aufgrund von DNA-Analysen, überwiegend die Meinung vertreten, dass Jefferson tatsächlich der Vater von Hemings Kindern war. Dies ist auch deswegen bemerkenswert, weil er 1785 gefordert hatte, die Rassen zu trennen, um eine Vermischung zu vermeiden.

### Haltung zu den Indianern
Die Westexpansion der Vereinigten Staaten fand mit dem Kauf von Louisiana einen ersten Höhepunkt. Unweigerlich kamen die Vereinigten Staaten dabei in Konflikt mit den dort sesshaften Indianern. Für deren Kultur hatte Jefferson bereits früh ein enormes Interesse und teilweise Bewunderung gezeigt. Eine Rede des Indianerhäuptlings Logan bezeichnete er beispielsweise als den Ansprachen von Marcus Tullius Cicero und Demosthenes ebenbürtig, und seit 1780 sammelte er indianische Vokabellisten. Die nordamerikanischen Indianer hielt er, wie viele Zeitgenossen, aufgrund ihrer teilweise nomadischen Lebensweise für „Wilde“, und in Briefen an sie bezeichnete er sie als „meine Kinder“.
Anders als viele Menschen seiner Zeit war er jedoch der Meinung, die Indianer seien dem weißen Mann körperlich und geistig gleichwertig. Er drängte die Indianer deswegen in zahlreichen Briefen, ihre bisherige Art zu leben aufzugeben und sich der Zivilisation des weißen Mannes anzunähern. Andernfalls, so fürchtete er, würden sie von der Erde verschwinden. Als Präsident versuchte er, diese Entwicklung durch Friedensverträge und Handelsabkommen zu beschleunigen. Um die Integration der Indianer in die weiße Gesellschaft zu erleichtern, gab Jefferson sogar seinen strengen Laizismus auf und sandte christliche Missionare nach Westen. Jeffersons Assimilierungspolitik, die zuvor auch George Washington betrieben hatte, scheiterte jedoch an den Massen von weißen Siedlern, die nach Westen strebten und die Indianer verdrängten.

### Haltung zur Religion
Weniger zwiespältig war Jeffersons Haltung zur Religion. Er trat vehement für eine Trennung von Staat und Kirche und für religiöse Freiheit ein. In einem Brief verlieh er seiner Überzeugung Ausdruck, dass ein Mensch niemandem „Rechenschaft für seinen Glauben oder seinen Gottesdienst schuldet, dass die gesetzgebende Macht der Regierung sich nur auf Handlungen erstreckt, nicht auf Meinungen“. Jefferson war der Autor des Virginia Statute for Religious Freedom (geschrieben 1777, verabschiedet 1786), das die Bekenntnisfreiheit in Virginia garantierte. Auch bei der Errichtung der Universität achtete er streng auf die Trennung von Bildung und Kirche.
Er selbst war bei seinem Tode Mitglied der Episkopalkirche, hatte sich aber auch positiv über die Unitarier geäußert. Auch versuchte er, eine neue Fassung des Neuen Testaments zu erstellen, bei der er beispielsweise auf die Erzählung von Wundergeschichten verzichtete. Dieses Buch wurde erst nach seinem Tod veröffentlicht und ist seither als Jefferson Bible bekannt.

## Universalgelehrter
Jefferson war sowohl auf naturwissenschaftlichem als auf geisteswissenschaftlichem Gebiet umfassend gebildet. Er war seit 1780 Mitglied der American Philosophical Society, der er 1797 bis 1815 außerdem als Präsident vorstand. Überdies gilt er als Pionier der amerikanischen Archäologie, da er Indianergräber in der Umgebung von Monticello auf ihr Alter untersuchte. Dabei setzte er erstmals eine Methode ein, die als Vorläufer der Dendrochronologie angesehen werden kann: Er zählte die Jahresringe der auf den Grabhügeln stehenden Bäume. Ihn zum geistigen Ahnherrn der Archäologie zu erheben ist kritisiert worden, weil er weniger Interesse am Verständnis der indigenen Kultur als an deren Zerstörung hatte. Besonders ausgeprägt war sein Interesse an der Biologie. So schärfte er seinem Privatsekretär Meriwether Lewis vor dessen Expedition zum Pazifischen Ozean ein, sein Augenmerk auch auf Tier- und Pflanzenwelt, Klima, Landschaft und vulkanische Aktivitäten des Territoriums, das er durchreisen sollte, zu richten. Bereits 1822 wurde ein prähistorisches Bodenfaultier nach ihm benannt (Megalonyx jeffersoni), dessen Fossilreste er 1799 erstmals beschrieben hatte.
Aufgrund seiner architektonischen Leistungen – neben Monticello und der Universität von Virginia war er maßgeblich am Kapitol von Virginia in Richmond beteiligt – wird er darüber hinaus als „Vater (wahlweise auch als Taufpate) der amerikanischen Architektur“ bezeichnet.

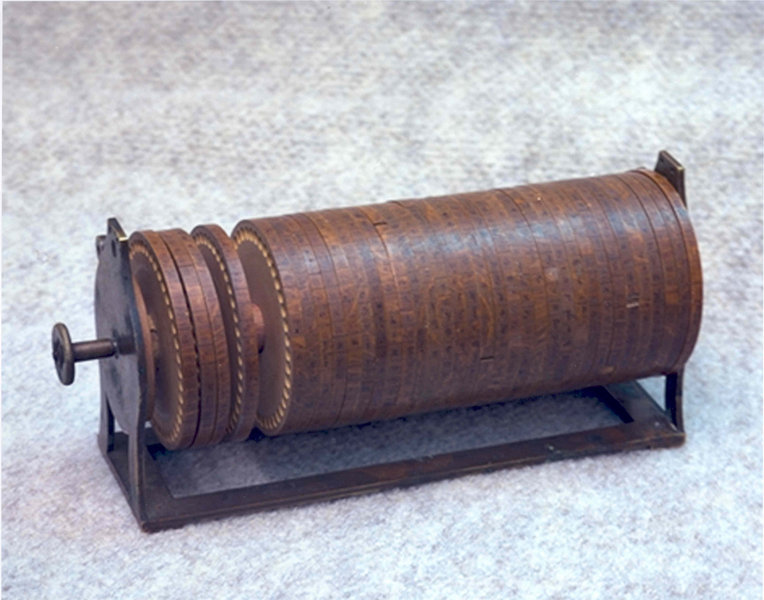
Eine Jefferson-Walze zur Ver- und Entschlüsselung von Botschaften

Auch als Erfinder tat sich Thomas Jefferson hervor und erfand unter anderem eine Art bewegliche Garderobe für seine Kleidung. Des Weiteren entwickelte er ein Chiffriergerät, den „Wheel Cypher“, der später auch als „Jefferson-Walze“ bekannt wurde. Diese Erfindung wird als herausragende Leistung auf dem Gebiet der Kryptologie angesehen. Jefferson selbst hat sein Gerät nie eingesetzt, später wurde es allerdings häufig verwendet, eine etwas abgeänderte Version war noch während des Zweiten Weltkrieges im Gebrauch der amerikanischen Streitkräfte.
Ferner versuchte Jefferson nach seiner Rückkehr aus Frankreich in Monticello Wein anzubauen. Bereits während seiner Zeit als Botschafter in Frankreich setzte er sich mit dem europäischen Weinbau auseinander. So beschrieb und strukturierte er während einer Reise 1788 mehrere Weinberge im Rheingau – bereits hier kaufte er Weinstöcke für sein geplantes Projekt. Als Weinliebhaber hatte er in dieser Zeit zahlreiche Weingebinde edelster Gewächse aus dem Bordelais erworben. Er soll sie mit seinen Initialen „Th. J.“ markiert haben und ließ sie dann in die USA verschiffen. Heutzutage sind solche Flaschen bei Sammlern sehr begehrt, jedoch wegen Fälschungsverdachts in neuerer Zeit teils auch Gegenstand von gerichtlichen Auseinandersetzungen.
Sein Wissensdurst manifestierte sich in seiner mehr als 6.500 Bände umfassenden Bibliothek. Als während des Krieges von 1812 die Kongressbibliothek im August 1814 dem Brand von Washington zum Opfer fiel, bot Jefferson seine Privatbibliothek, die rund 3.500 Bände mehr als die ursprüngliche Kongressbibliothek umfasste, dem Kongress zum Kauf an, was dieser schließlich akzeptierte. Der Erlös aus dem Verkauf verbesserte Jeffersons prekäre wirtschaftliche Situation zumindest zeitweilig.

## Wirkung

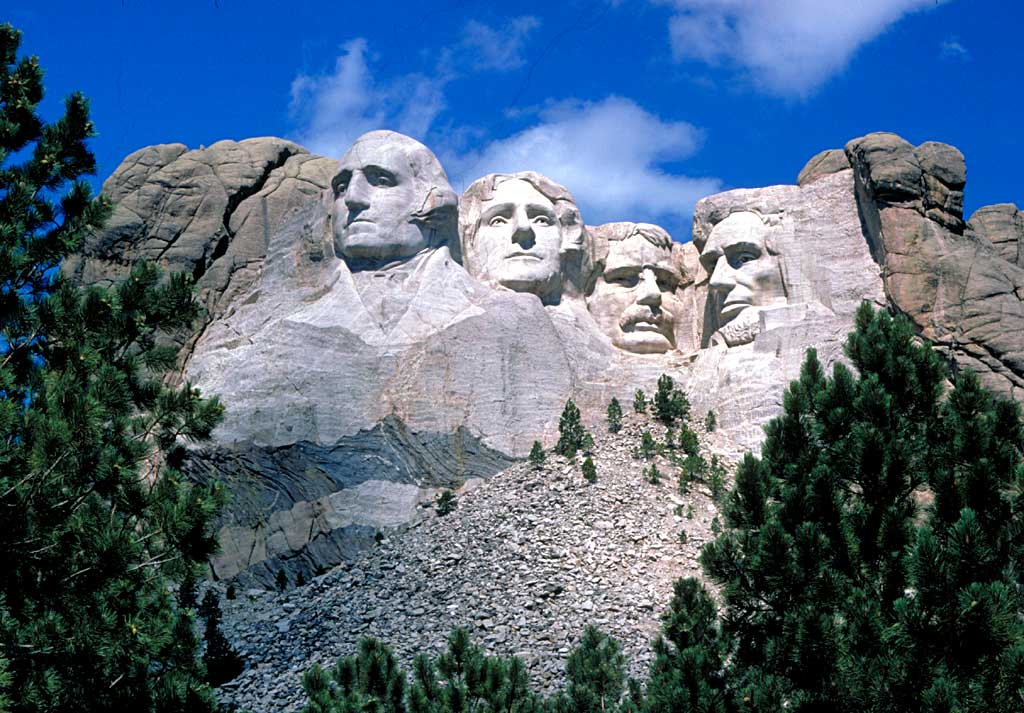
Jefferson (Zweiter von links) am Mount Rushmore

Jefferson, schon zu Lebzeiten oft kontrovers beurteilt, wurde auch nach seinem Tod auf verschiedene Weise beurteilt.
Nach Ansicht von David Sehat war es Thomas Jefferson, der bei den Auseinandersetzungen um die Auslegung der Verfassung das bis heute bestehende Motiv in die amerikanische Politik einführte, sich auf den Willen der Gründerväter zu berufen. Er benutzte in seinen Reden oft die Worte von „the true principles of the Revolution“ und warf seinen Gegnern Häresie und Untreue gegenüber diesen Idealen vor. In diesem Verhalten zeigte sich auch sein Muster, normale inhaltliche Differenzen zum Streit über Prinzipien zu eskalieren und sein Gegenüber zu dämonisieren. Bis Jefferson waren diese Methoden zwischen den ursprünglichen Mitstreitern der Republik laut Sehat nicht vorhanden gewesen.
Darüber hinaus wurden Jefferson und seine Prinzipien auch selbst zu einem politischen Begriff und Erbe. Besonders die von Andrew Jackson geführte Demokratische Partei erhob ihn in den 1820er und 1830er Jahren zu ihrem Idol. Doch wurde Jefferson später auch zur Identifikationsfigur für Jackson-Gegner. So kam es dazu, dass im Verlauf der 1830er Jahre sowohl Demokraten als auch Whigs Anspruch auf das Erbe Jeffersons erhoben und der jeweils anderen Partei vorwarfen, gegen die alten Prinzipien zu verstoßen.
Bei der Diskussion um die Rechte der Einzelstaaten war Jefferson allgegenwärtig. Bereits 1832/33 im Zuge der Nullifikationskrise war er von mehreren Seiten zur Symbolfigur erhoben worden. Die Verfechter der Nullifikationsdoktrin versuchten, diese auf der Basis von Jefferson Eintreten für die Rechte der Einzelstaaten zu begründen. Besondere Bedeutung kam dabei den Kentucky Resolutions von 1798 zu. Dort, so die Argumentation der Nullifizierer, habe Jefferson selbst die Nullifikation empfohlen. Widerstand gegen diese Auslegung der Resolutions kam unter anderem von Jeffersons engem Vertrauten James Madison, der die Nullifikationsbewegung kritisierte. Jene Doktrin, so Madison, gebe sieben von 24 Staaten die Macht, über Recht und Verfassung der anderen 17 zu entscheiden. Auch wenn Jefferson selbst ebenfalls den Willen der Mehrheit hochgehalten hatte (so zum Beispiel in seiner ersten Amtseinführungsrede als Präsident, in der er aber auch zugleich den Schutz der Rechte der Minderheiten betonte), wurde er während der Nullifikationskrise vor allem im Süden zu einer Symbolfigur für die Rechte der Einzelstaaten und für Nullifikation. Diese Auslegung hielt in den Südstaaten an, als die Debatte um die Rechte der Einzelstaaten immer mehr mit der Sklavereifrage verknüpft wurde. Während die Abolitionisten auf die Unabhängigkeitserklärung und andere die Sklaverei verurteilende Schriften Jeffersons verwiesen, stellten die Befürworter der Sklaverei weiterhin Jeffersons Eintreten für die Rechte der Einzelstaaten in den Vordergrund.
Als sich Mitte der 1850er Jahre die neue Republikanische Partei bildete, bezog sich diese sowohl programmatisch als auch namentlich („Republikanisch“) auf Jefferson. Horace Greeleys New York Daily Tribune schrieb 1860: „Die Doktrinen von Jefferson, die Lehren seines Beispiels […] werden viel öfter in republikanischen als in demokratischen Versammlungen zitiert und mit Applaus bedacht.“ Die Republikaner identifizierten sich vor allem mit Jeffersons publizierter Verurteilung der Sklaverei. Beim Widerstand gegen das Dred-Scott-Urteil vom März 1856, welches die Rechte der Sklavenhalter stärkte, und gegen das Sklavenfluchtgesetz zeigte man Parallelen zu Jeffersons Positionen gegenüber den Rechten der Einzelstaaten und den Befugnissen der Judikative auf. Gleichzeitig bezogen sich aber auch die Demokraten weiterhin auf Jefferson.
Ein Wandel ergab sich mit Ausbruch des Sezessionskrieges. Die Südstaatler und ihre Unterstützer im Norden, wie z. B. Clement Vallandigham, sahen sich nicht als Revolutionäre, sondern als Bewahrer der alten, föderativen Republik an. Der Copperhead Vallandigham erklärte 1861: „Ich wünsche mir nichts sehnlicher als die Wiederherstellung der Union – der Bundesunion – so wie sie vor 40 Jahren gewesen ist.“ Andere Südstaatler bezogen sich auf Jeffersons „Prinzipien von 1798“, um ihr Sezessionsrecht zu untermauern. Im Gegenzug erwuchs im Norden eine Stimmung gegen Jeffersons politische Ideen. Andrew Dixon White schrieb:

„Vielleicht keine andere Doktrin kam irgendein anderes Land jemals so teuer zu stehen wie Jeffersons Lieblingstheorie der Rechte der Einzelstaaten die Vereinigten Staaten kostete: Fast eine Million Leben auf Schlachtfeldern, in Gefängnissen und in Krankenhäusern verloren; fast zehntausend Millionen Dollar in die Golfe des Hasses geschüttet.“

Nach dem Krieg während der nationalen Konsolidierung wandten sich immer mehr Republikaner dem davor fast in Vergessenheit geratenen Alexander Hamilton zu, dessen Ideen und politische Überzeugungen nun wieder an Bedeutung gewannen und zeitgemäßer zu sein schienen.

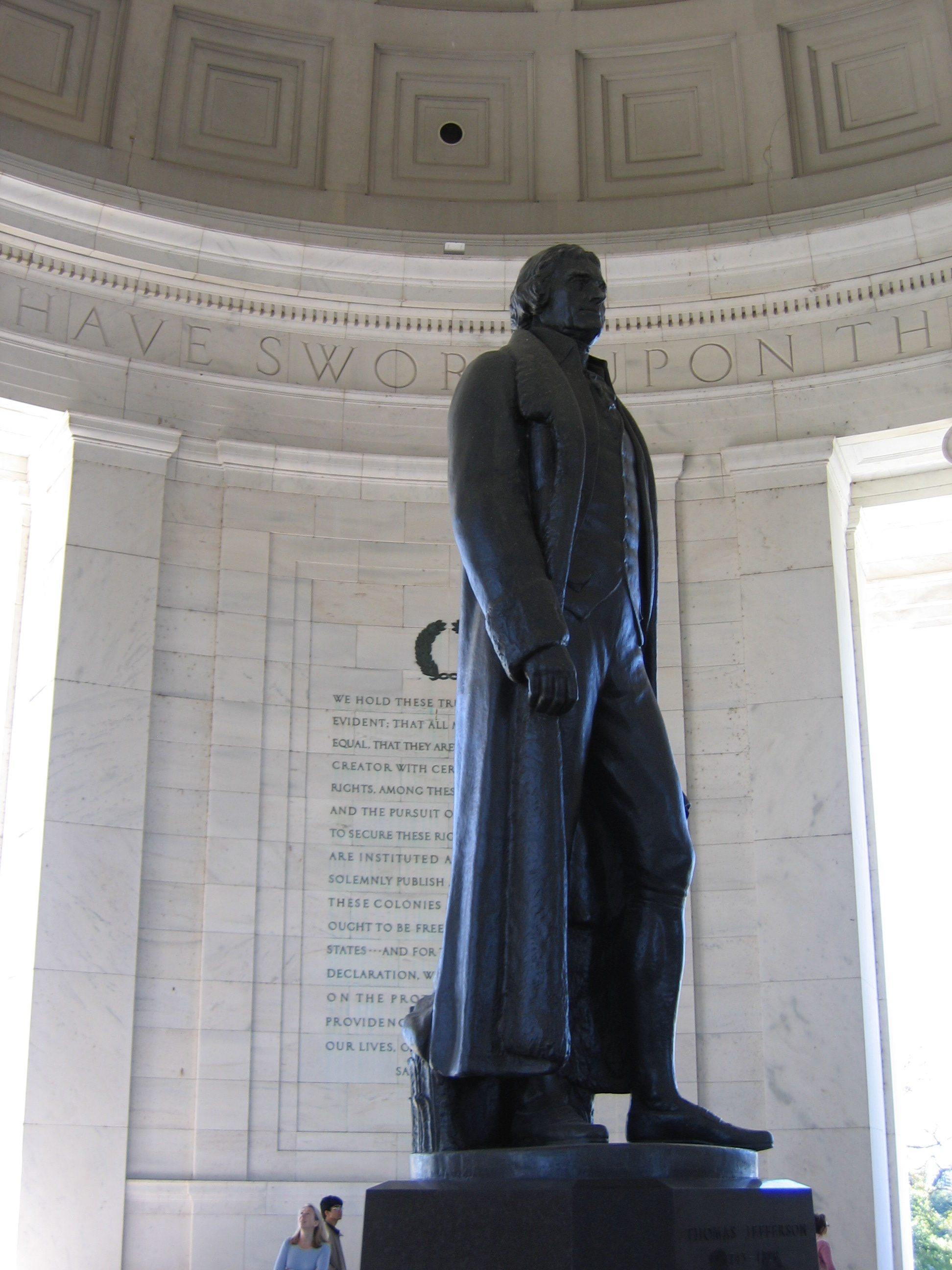
Statue im Jefferson Memorial

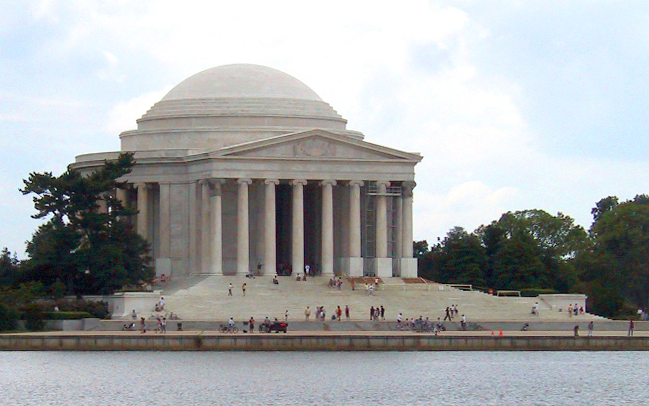
Das Jefferson Memorial in Washington

Hamiltons ehemaliger Gegenspieler Thomas Jefferson dagegen schien nicht nur politisch überholt, auch sein Ideal eines landwirtschaftlichen Amerikas schien in einer Zeit industriellen Wachstums nicht mehr zeitgemäß. Ein Umdenken setzte Ende des 19. und Anfang des 20. Jahrhunderts ein. Man begann sich vermehrt für den Privatmann Jefferson zu interessieren und schätzte sein Engagement für das öffentliche Bildungswesen. Die Demokratische Partei bezog sich nun wieder verstärkt auf ihn, und überall im Land entstanden Demokratische Clubs, die das Bild von Jefferson hochhielten und mitunter regelrechte Pilgerfahrten nach Monticello veranstalteten. Bei der Diskussion um den Spanisch-Amerikanischen Krieg argumentierten Gegner wie Befürworter einer Expansion unter anderem mit jeffersonschen Argumenten: Die Antiimperialisten verwiesen auf sein Ideal von Unabhängigkeit und Selbstbestimmung, während die Expansionisten sich auf den Kauf von Louisiana bezogen, der den Grundstein der amerikanischen Ausdehnung bildete.
Angeführt von Woodrow Wilson versuchten die Demokraten im ersten Jahrzehnt des 20. Jahrhunderts eine Neuinterpretation Jeffersons, indem sie jeffersonsche Ideale mit moderneren Methoden umsetzen wollten. Diese Neuinterpretation wurde allerdings erst mit Franklin D. Roosevelts Präsidentschaft und dem New Deal Realität. Obgleich die Methoden von Roosevelts Programm eher an Hamilton als an Jefferson denken ließen, sahen viele Demokraten in Roosevelt einen „neuen Jefferson“ mit einer neuen, modernen Version der alten jeffersonschen Demokratie. Gleichzeitig versuchten aber auch die konservativen Gegner Roosevelts, sich politisch auf Jefferson zu beziehen. Die „Prinzipien von 1798“ und Jeffersons strikte Auslegung der Verfassung erlangten dabei wieder einmal besondere Bedeutung. Die demokratische Auslegung setzte sich jedoch durch. Jefferson wurde nach Roosevelts Reformen nicht mehr als Ratgeber für die politische Realität, sondern vielmehr als großer Demokrat und Vordenker eines freien Amerikas betrachtet. Der Jefferson-Biograph Merrill Peterson sah deswegen im New Deal das Ende der politischen Tradition Jeffersons:

„Nach der Roosevelt-Revolution hörten ernstzunehmende Männer auf, sich nach dem agrarischen Utopia zu sehnen, Politiker (und auch die meisten Historiker) legten den Jefferson-Hamilton-Dialog beiseite, und fast niemand verfocht noch länger die Annahme, dass amerikanische Staatsgewalt […] nach dem jeffersonschen Model ausgeführt werden sollte […] Paradoxerweise leitete der schließliche Zerfall der jeffersonschen Regierungsphilosophie die schließliche Heiligsprechung Jeffersons ein.“

Der Demokrat Jefferson galt darüber hinaus auch als Gegenbild zu den totalitären Systemen in Europa. In dieser Zeit großer Popularität wurde sein Abbild am Mount Rushmore in Stein gehauen und auf die Fünf-Cent-Münze geprägt. Auch auf der Zwei-Dollar-Note ist sein Abbild zu sehen. 1943 wurde schließlich in Washington, D.C. das Jefferson Memorial eingeweiht.

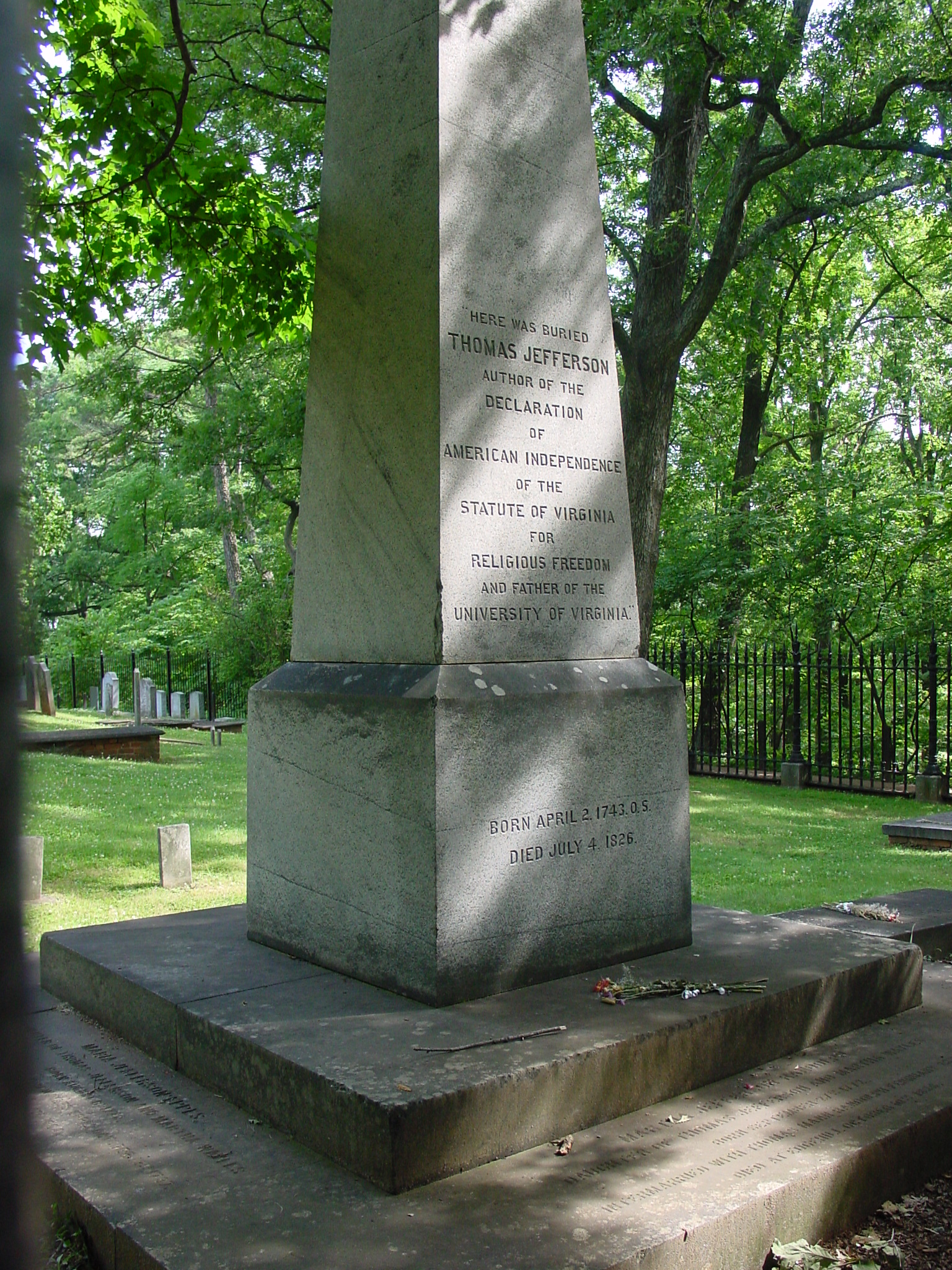
Jeffersons Grabmal

Trotz dieser großen Zuneigung und Bewunderung wurde Jefferson auch in späteren Jahren durchaus kritisch beurteilt. Im Zuge der schwarzen Bürgerrechtsbewegung erfuhren Jeffersons Haltung zur Sklaverei und seine Beziehung zu Sally Hemings besondere Aufmerksamkeit. Die Beziehung zu einer Sklavin und die Tatsache, dass Jefferson mehr als 600 Sklaven besaß, führten auch später immer wieder zu Diskussionen um die Erinnerungskultur. 2021 beispielsweise entschied ein Ausschuss des Stadtrates von New York, eine Statue Jeffersons aus dem Sitzungssaal zu entfernen.
Bei aller Kritik spielt Jefferson dennoch weiterhin eine wichtige Rolle im Selbstverständnis der Amerikaner. John F. Kennedy begrüßte 1962 die Nobelpreis-Gewinner der westlichen Hemisphäre bei einem Dinner im Weißen Haus mit den Worten „I think this is the most extraordinary collection of talent, of human knowledge, that has ever been gathered together at the White House, with the possible exception of when Thomas Jefferson dined alone“. (Ich glaube, dass dies die außergewöhnlichste Ansammlung von Talent und menschlichem Wissen ist, die je im Weißen Haus versammelt war – vielleicht abgesehen von Thomas Jefferson, wenn er alleine aß.) Nach Ansicht von Jimmy Carter hatte er „die Fähigkeit, das, was die Leute um ihn herum sagten, einzukapseln und daraus die höchsten Ideale der Hoffnungen und des Charakters unserer Nation herauszuziehen und es in fließenden und inspirierenden Worten auszudrücken“, und für Abraham Lincoln waren die Prinzipien Jeffersons „die Axiome einer freien Gesellschaft“. Im »Presidential Greatness Project Expert Survey«, einer parteiübergreifenden Befragung von amerikanischen Wissenschaftlern zu den Leistungen aller bisherigen US-Präsidenten aus dem Jahr 2024, belegte Thomas Jefferson Platz 5 (von 45 Präsidenten zum Zeitpunkt der Befragung).
Besonders hervorzuheben ist die von ihm verfasste Unabhängigkeitserklärung. Zahlreiche Redner zitierten Passagen aus ihr oder machten sie zu Themen ihrer Reden, so zum Beispiel Abraham Lincoln in seiner Gettysburg-Ansprache, Martin Luther King in seiner I-Have-a-Dream-Rede oder Bill Clinton in seiner ersten Amtseinführungsrede. Aufgrund dieser Nachwirkung wurden nach ihm auch viele Städte benannt, deren bekannteste Jefferson City ist, die Hauptstadt des Bundesstaats Missouri.
Jefferson selbst wünschte, seinem von ihm selbst verfassten Epitaph zufolge, vor allem für drei Dinge in Erinnerung zu bleiben: Autor der amerikanischen Unabhängigkeitserklärung, des Gesetzes von Virginia für religiöse Freiheit und Vater der Universität von Virginia.

## Werkausgaben
Die maßgebliche Ausgabe der Werke Jeffersons ist:
- Julian P. Boyd (Hrsg.): The Papers of Thomas Jefferson. Princeton University Press, 1950–.

Sie wurde 1950 begonnen und ist auf etwa 40 bis 50 Bände angelegt; bislang sind 36 Bände erschienen, die alle Schriften Jeffersons bis zum März 1802 umfassen. Ältere Werkausgaben sind mindestens für die weiteren Jahre noch heranzuziehen:
- Paul Leicester Ford (Hrsg.): The Works of Thomas Jefferson. 12 Bände. G. P. Putnam’s Sons, New York 1904. (die sogenannte „Federal Edition“; Digitalisat)
- Andrew A. Lipscomb, Albert Ellery Bergh (Hrsg.): The Writings of Thomas Jefferson. 20. Bände. Thomas Jefferson Memorial Association of the United States, Washington, D.C. 1903–1904. (die sogenannte „Memorial Edition“; Digitalisat)

Eine gängige einbändige Ausgabe der wichtigsten Schriften Jeffersons ist:
- Merrill D. Peterson (Hrsg.): Jefferson: Writings. Library of America, New York 1984.

In deutscher Übersetzung sind erschienen:
- Auswahl aus seinen Schriften, übersetzt und herausgegeben von Walter Grossmann. Schoenhof, Cambridge 1945
- Betrachtungen über den Staat Virginia, herausgegeben und mit einem einführenden Essay von Hartmut Wasser. Manesse, Zürich 1989, ISBN 3-7175-8158-9 / ISBN 3-7175-8159-7.
- Jeffersons Rheintour oder das ökonomische Himmelbett, übers. und kommentiert von Willi Dittgen. Mercator, Duisburg 1991, ISBN 3-87463-175-3.

## Filme
- Life Portrait of Thomas Jefferson auf C-SPAN, 2. April 1999, 150 Minuten (englischsprachige Dokumentation und Diskussion mit den Historikern Andrew Burstein und Annette Gordon-Reed sowie geführte Tour durch Monticello)